# Renault Clio
Renault Clio (укр. Рено Кліо) — компактні хетчбеки B-класу, що виробляються компанією Renault з 1990 року і прийшли на заміну моделі Renault 5.
Окрім кузовів хетчбек та універсал автомобіль існує і у 4-дверному кузові седан під назвою (залежно від країни) Renault Clio Classic, Renault Clio Symbol, Renault Clio Sedan, Renault Clio Tricorps та Renault Thalia. В Україні ця версія відома під назвою Renault Symbol.

## Renault Clio I (1990—1998)

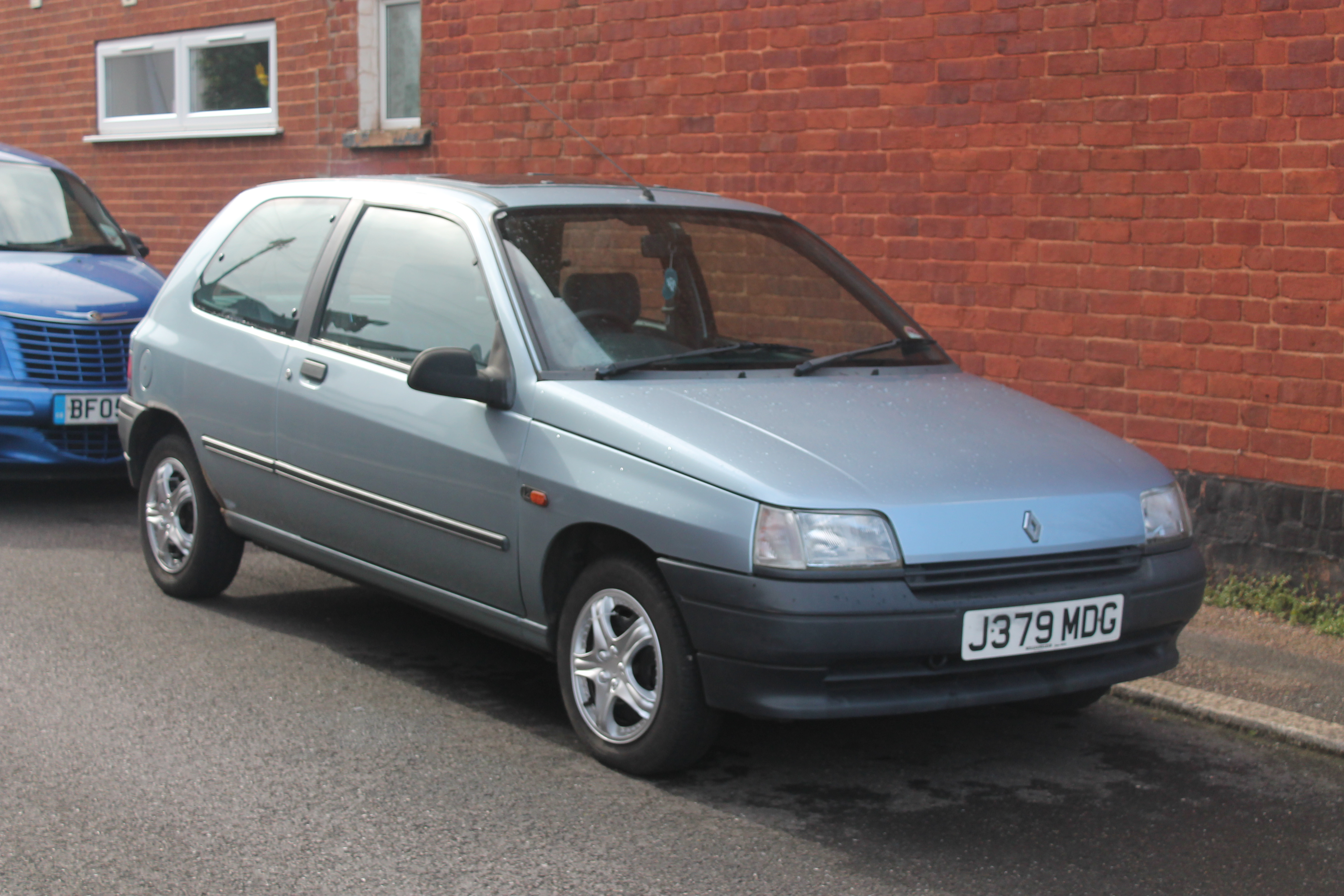
Renault Clio I (1990—1994)

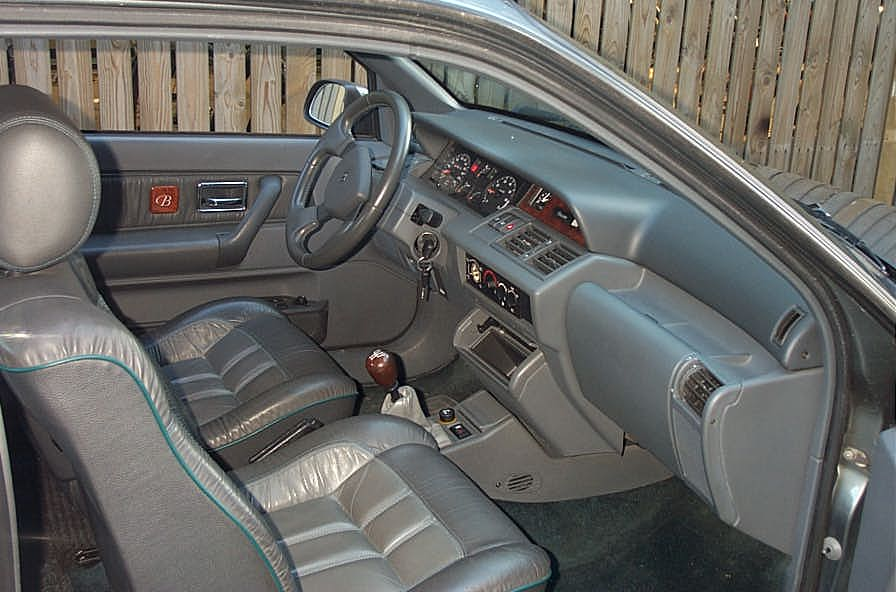
Renault Clio I

Модель Clio була вперше представлена на Паризькому автосалоні восени 1990 року і незабаром почала продаватися у Франції, а в інших країнах Європи автомобіль був випущений на ринок лише з березня 1991 року. Clio прийшов на зміну моделі Renault 5 (виробництво якої, втім, продовжилося до 1996 року, як недорогої альтернативи). Автомобіль поставлявся з бензиновими моторами 1,2 і 1,4 л, а також із дизельними двигунами 1,7 і 1,9 л. З 1992 року бензинові мотори стали оснащуватися системою уприскування, замінивши карбюратори, що не відповідають новим екологічним нормам.
Вже через рік Clio був злегка оновлений. Зміни полягали в заміні логотипа Renault на значок нового зразка, а також нової конструкції передніх сидінь. У березні 1994 року модель зазнала першого значного фейсліфтінгу (Phase 2), трохи поліпшили зовнішній вигляд і інтер'єр автомобіля. Самою значною зміною стала заміна передньої решітки на суцільну, забарвлену в колір кузова. Крім цього бампери стали більші і округлі, задні ліхтарі також злегка округлились, надавши Clio більш сучасний вигляд.
У 1996 році, з новим оновленням моделі (Phase 3), 1,2-літровий двигун був замінений новим, більш економічним, об'ємом 1149 см3, уперше використаному на Renault Twingo. Нова конструкція блоку циліндрів двигуна 1,4 л також зробила його економічнішим, при цьому знизивши його потужність. Clio Phase 3 отримав інші, більш округлі фари, з вбудованим покажчиком повороту, які переходили в закруглений по краях капот, у задні дверцята тепер був вбудований третій стоп-сигнал, а на самих дверях з'явився написаний новим шрифтом логотип моделі. Також були внесені і деякі технічні удосконалення в конструкцію автомобіля.
З 1991 року пропонувалася модифікація з 16-клапанним двигуном об'ємом 1,8 л і потужністю 137 к. с., що розвиває максимальну швидкість 201,17 км/год, названа Clio 16v. Автомобіль випускався в покращеному виконанні, в порівнянні з серійним Clio — з декоративними пластиковими накладками навколо кузова, посиленими підвіскою і гальмівною системою, пофарбованими в колір кузова бічними дзеркалами і бамперами. Renault також випустив трохи менш «заряджену» версію — Clio RSi. Зовні вона нічим не відрізнялася від серійної машини, проте була оснащена 8-клапанним двигуном 1,8 л, зовнішнім обважуванням, і дисковими гальмами на всіх колесах.
У 1991 році Renault Clio отримав приз «Автомобіль року в Європі» і заслужив визнання європейських споживачів, потрапивши в десятку найбільш продаваних машин Європи. Clio першого покоління виготовлявся до 1998 року, за цей час було випущено понад 4 мільйонів автомобілів.

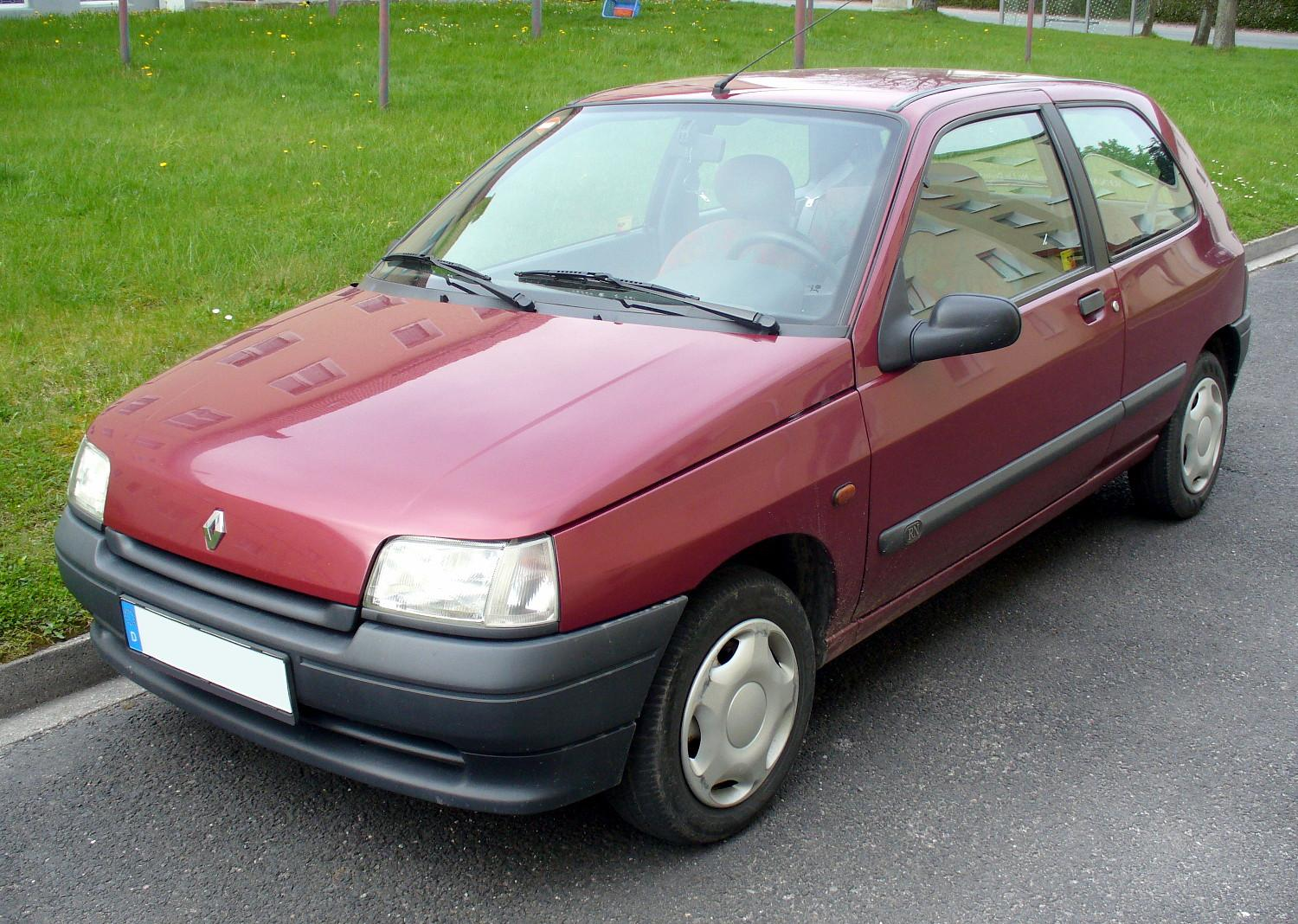
Renault Clio I (1994–1996)
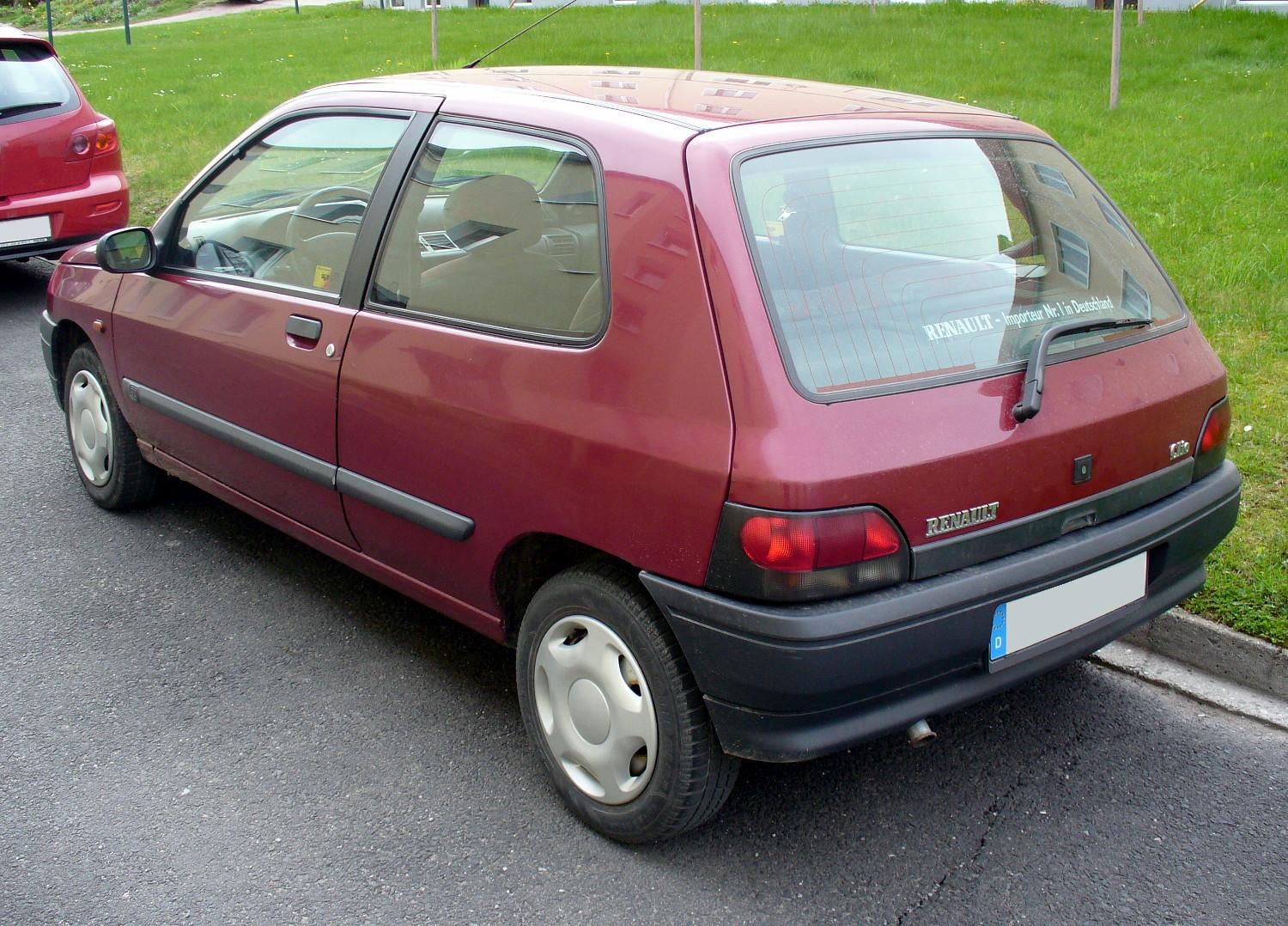
Heckansicht des Clio I
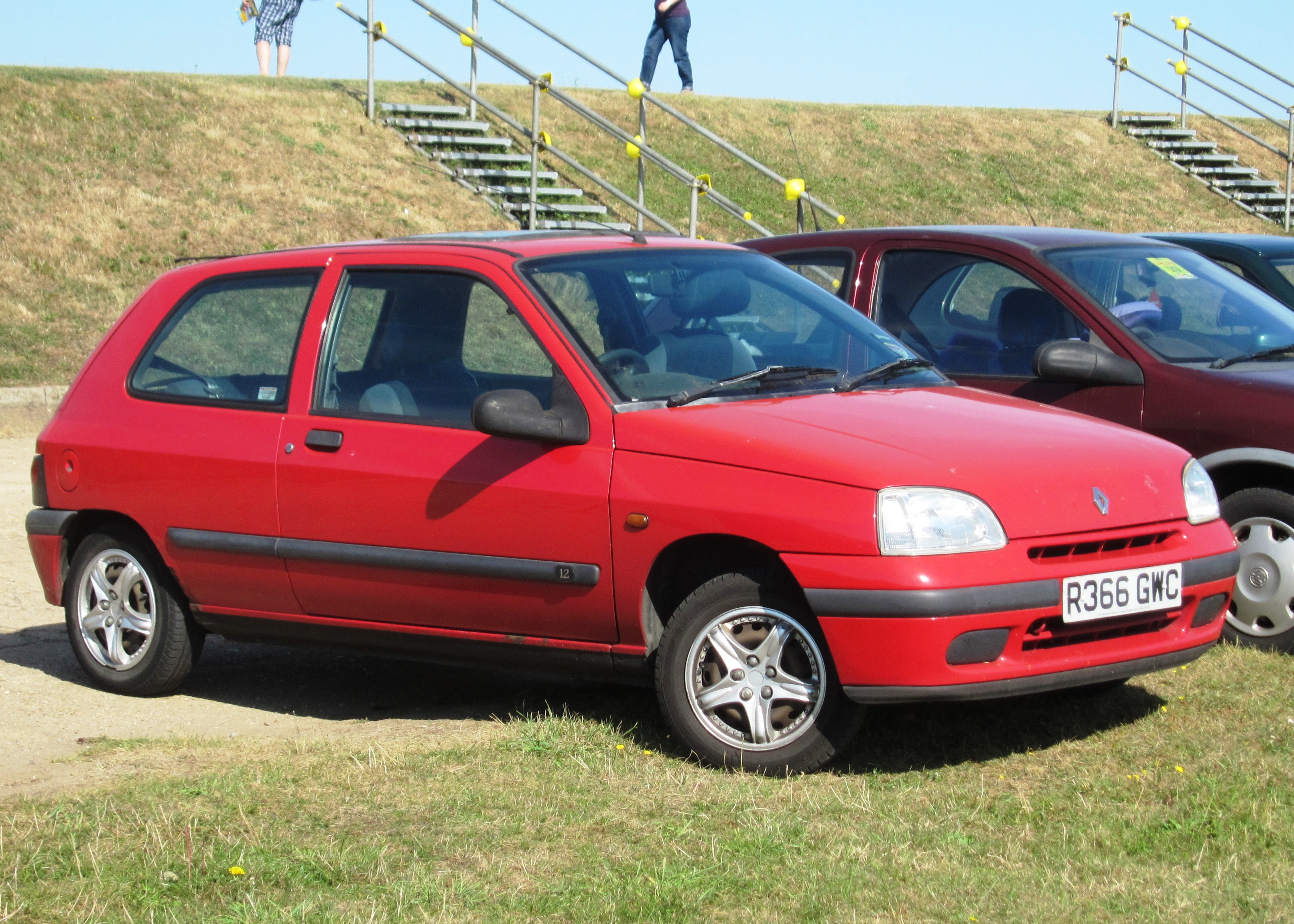
Renault Clio I (1996–1998)

### Двигуни
- 1.108 л C1E I4
- 1.149 л D7F I4
- 1.171 л E5F/E7F I4
- 1.390 л E6J/E7J I4
- 1.565 л C2L I4
- 1.721 л F2N I4
- 1.764 л F7P I4
- 1.794 л F3P I4
- 1.998 л F7R I4
- 1.870 л F8Q I4 (diesel)

## Renault Clio II (1998—2005)

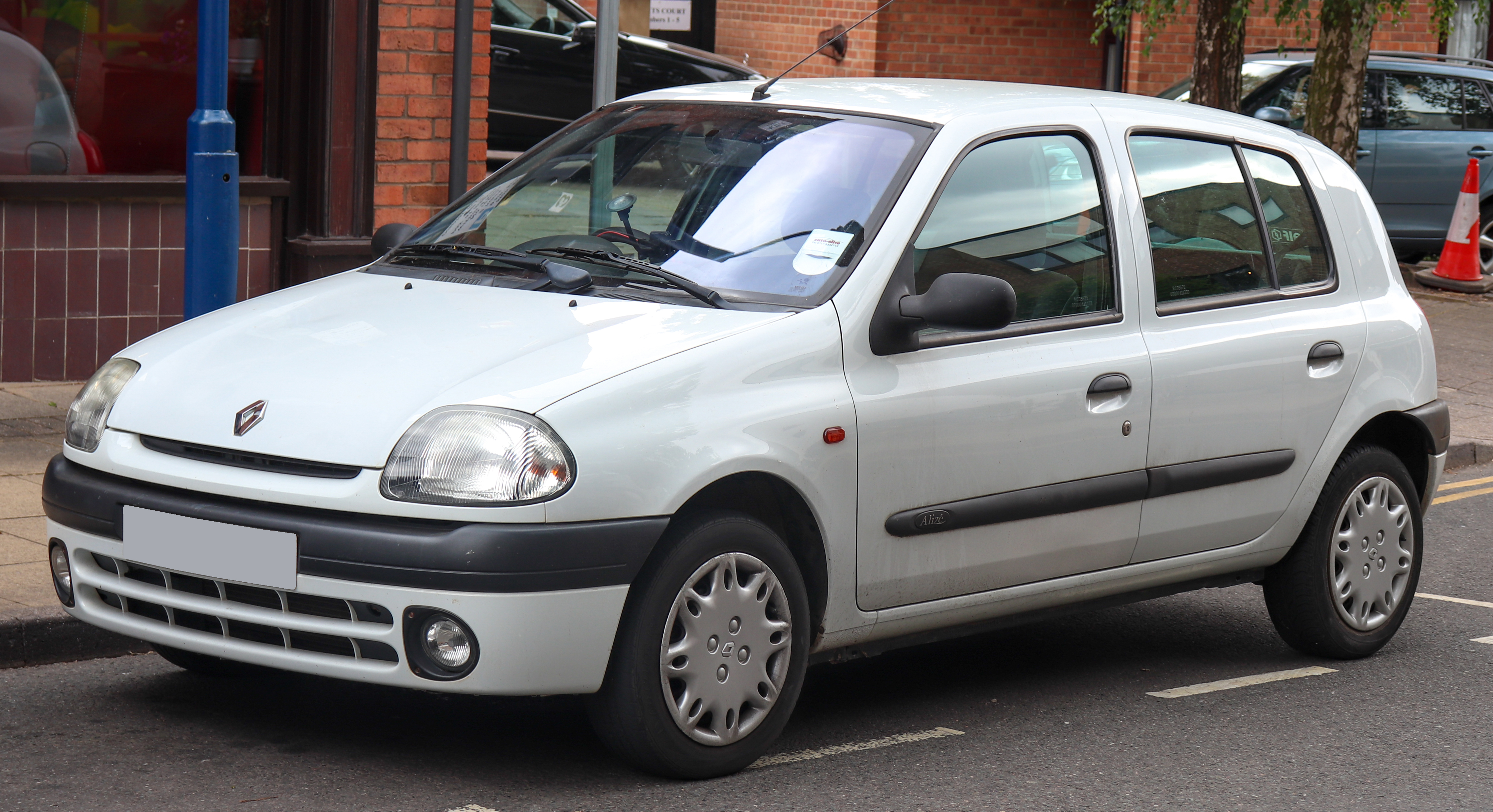
Renault Clio II (1998—2001)

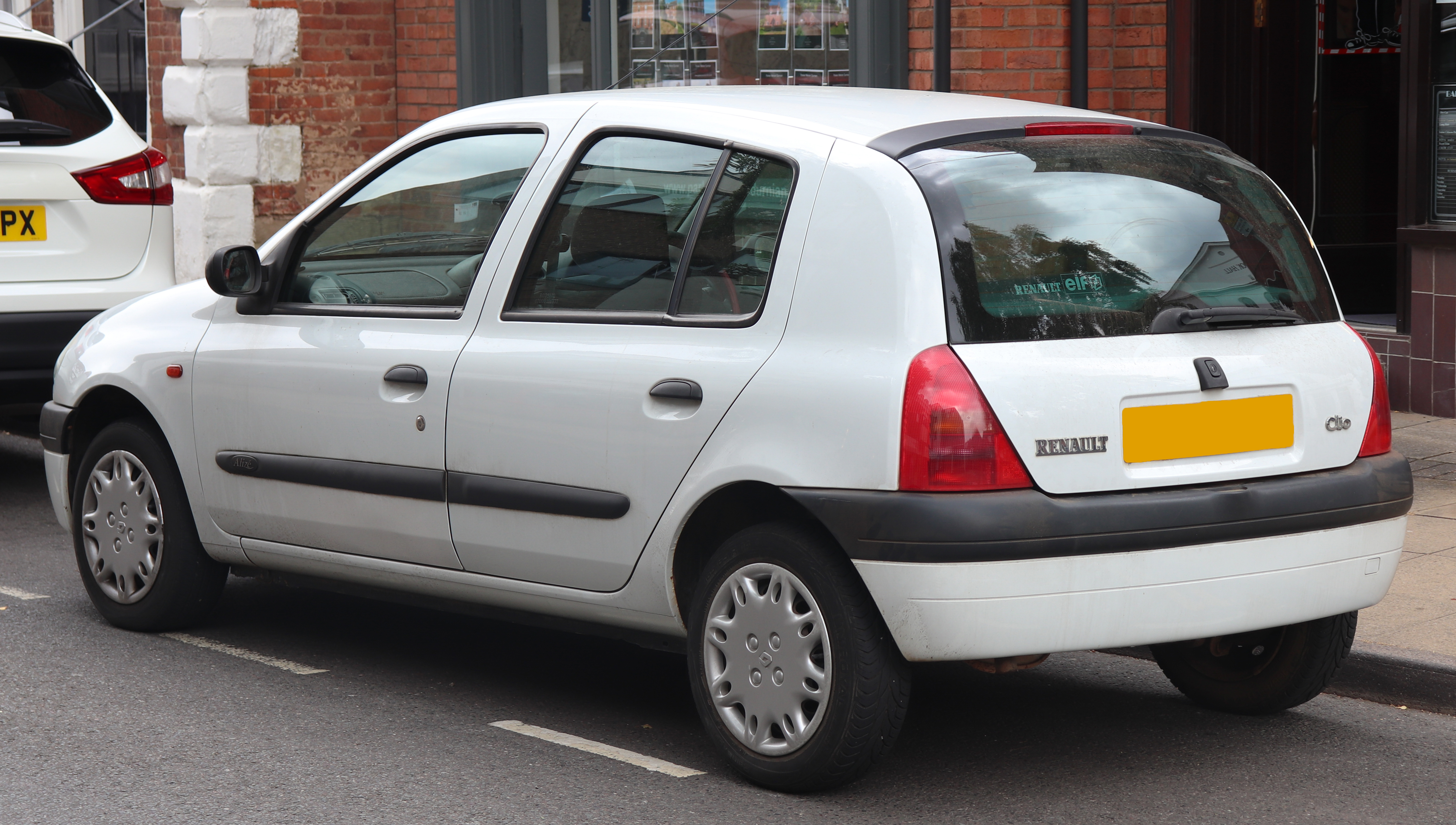
Renault Clio II (1998—2001)

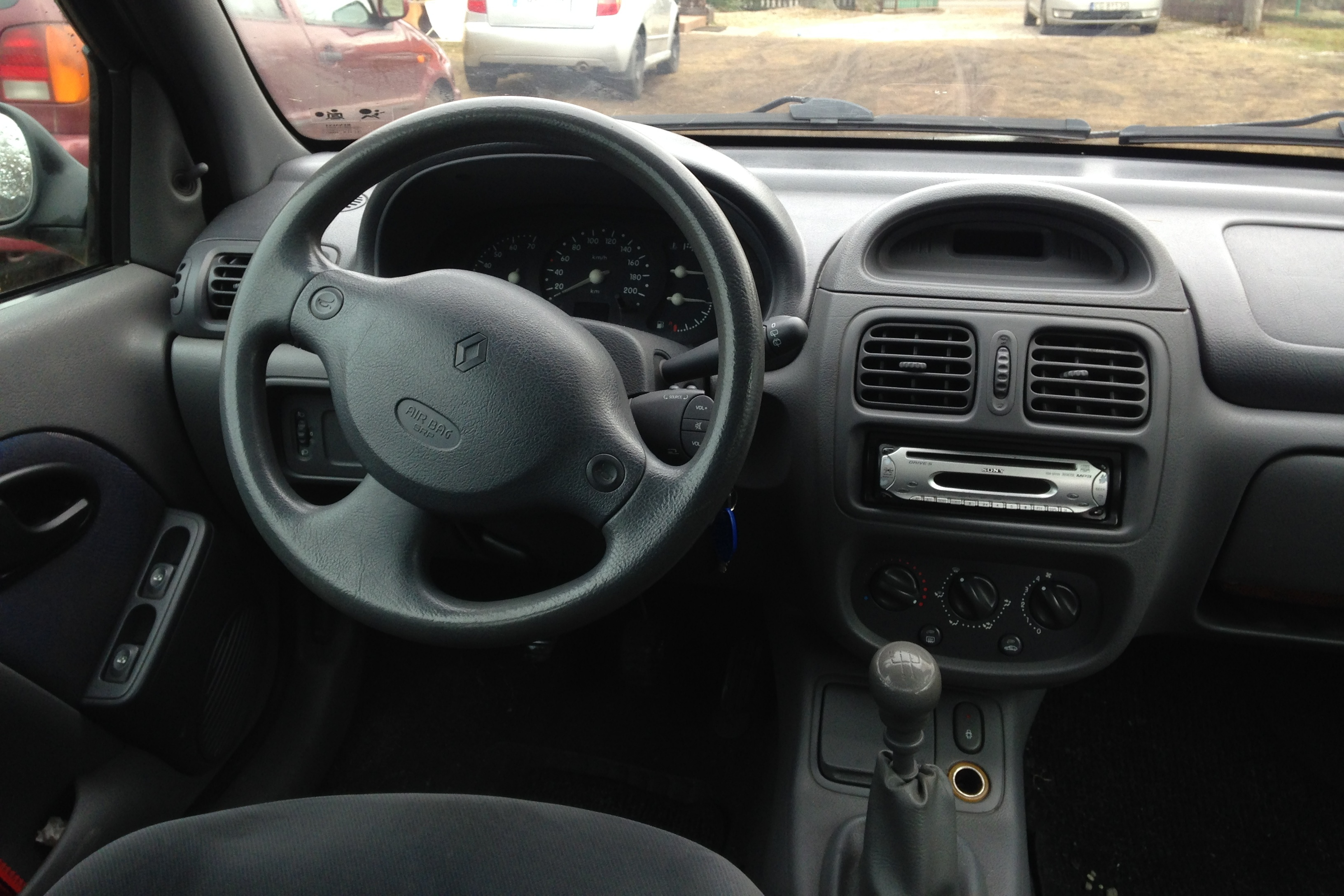
Renault Clio II

Виробництво повністю нового покоління Clio було розпочато навесні 1998 року, автомобіль отримав більш округлий дизайн, в порівнянні з попередником. Автомобіль збудовано на платформі Renault A (X65). У новій моделі багато деталей були з нових на той час матеріалів, наприклад, передні крила були зроблені з пластмаси, а в деяких версіях капот був алюмінієвим. Це було зроблено для того, щоб зменшити вагу і знизити вартість ремонту. Спочатку лінійка двигунів залишалася з попередньої модифікації (бензин 1,2 л, 1,4 л, 1,6 л, дизель 1,9 л). На початку 1999 року додалася спортивна версія 1,6 л (16 клапанів), а в подальшому всі старі бензинові двигуни були замінені на більш потужні і більш економічні версії з 16-ма клапанами.
Навесні 2001 року відбулося оновлення зовнішнього вигляду, покращилася якість обробки салону і в гамі двигунів з'явився 1,5-літровий дизель із прямим впорскуванням палива.
У 1999 році, з'явилася 172-сильна версія Clio RS 172 (скорочення від «Renault Sport») з 2,0-літровим, 16-клапанним двигуном і максимальною швидкістю 220 км/год. Автомобіль відрізнявся хорошою динамікою і керованістю. У лінійці Clio також з'являється екзотична центрально-моторна версія з приводом на задні колеса — Renault Sport Clio V6 з 3,0-літровим двигуном V6, запозиченим від Renault Laguna, і розміщеним замість заднього ряду сидінь. Максимальна швидкість версії RS Clio V6 становить 235 км/год. Зовні, навіть у порівнянні з досить «зарядженою» версією RS 172, Clio V6 виглядає як «накачаний стероїдами» автомобіль. Уже через рік двигун був доопрацьований і отримав додаткових 25 к. с., що позитивно позначилося на динаміці розгону (5,8 с) і максимальної швидкості (245 км/год).
Всього випущено близько 7 мільйонів автомобілів другого покоління.
Після чергового рестайлінгу у 2012 році Renault Clio II продовжує випускатися для країн Південної Америки. У машини змінена зовнішність і мотори маленького літражу: 1,0—1,2 л.

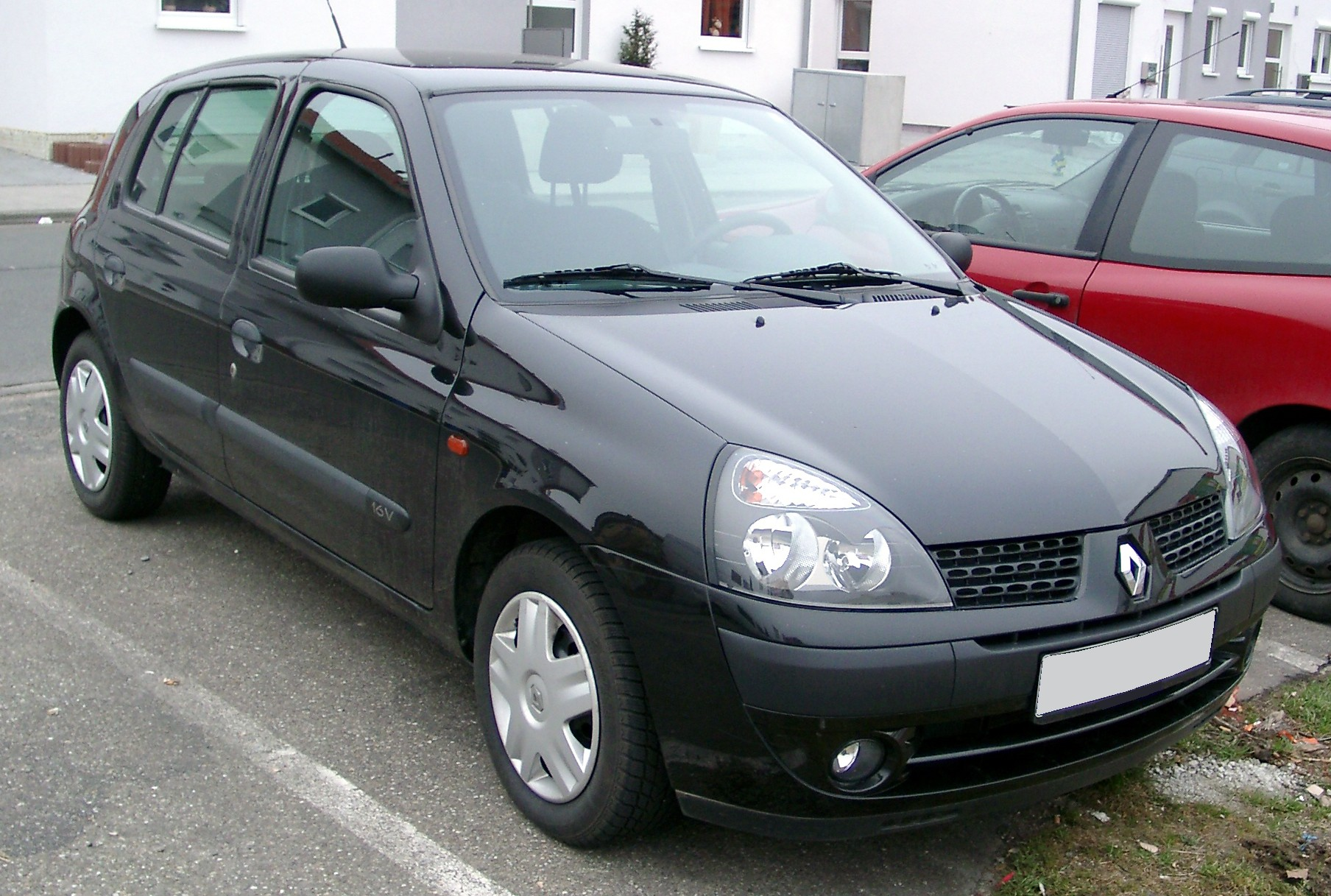
Renault Clio II (2001–2003)
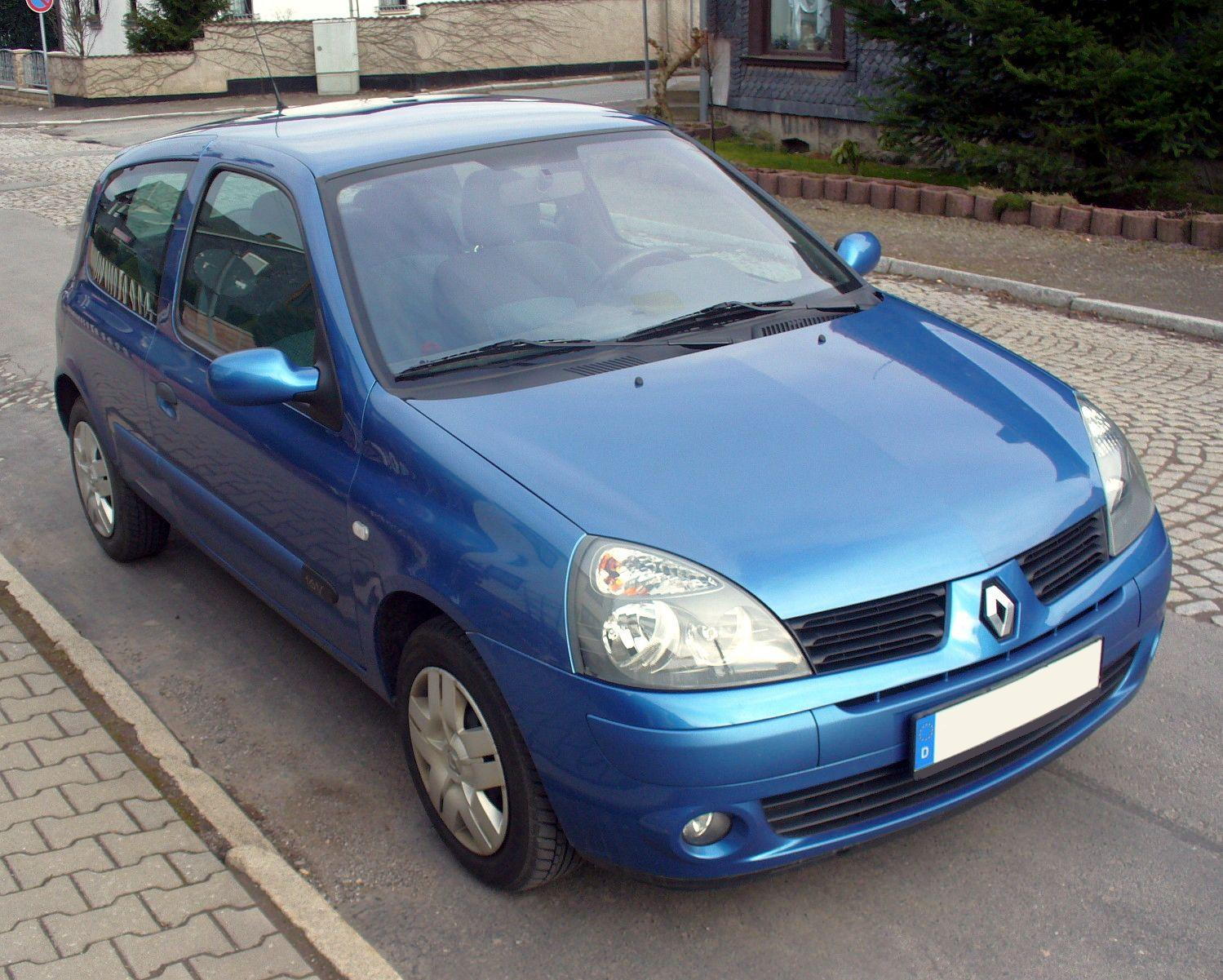
Renault Clio II (2003–2006)
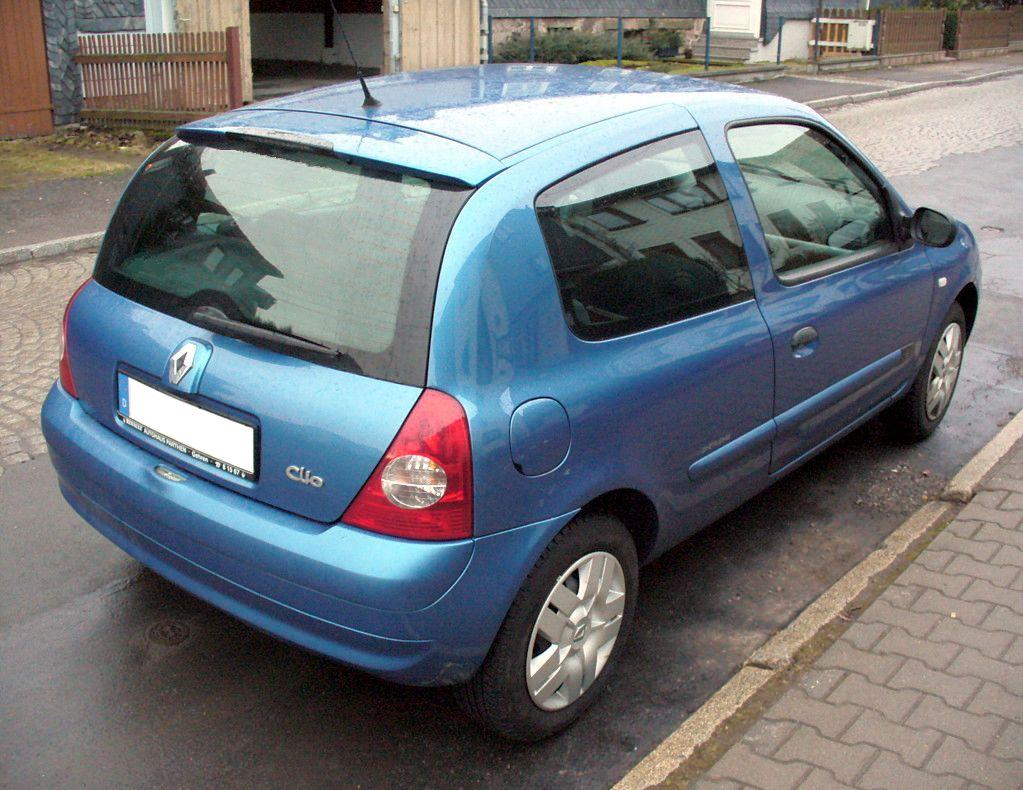
Renault Clio II (2003–2006)
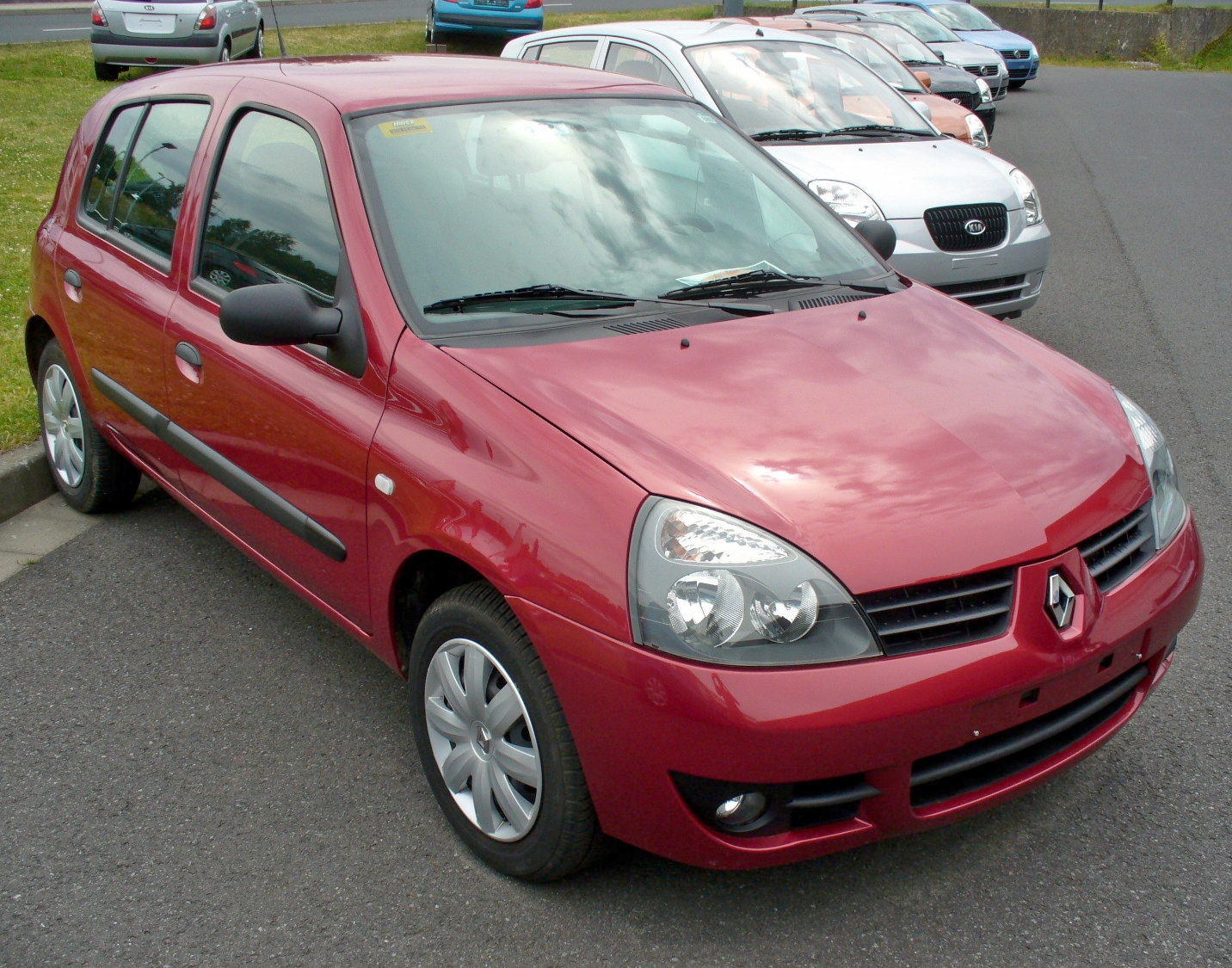
Renault Clio II Campus (2006–2009)
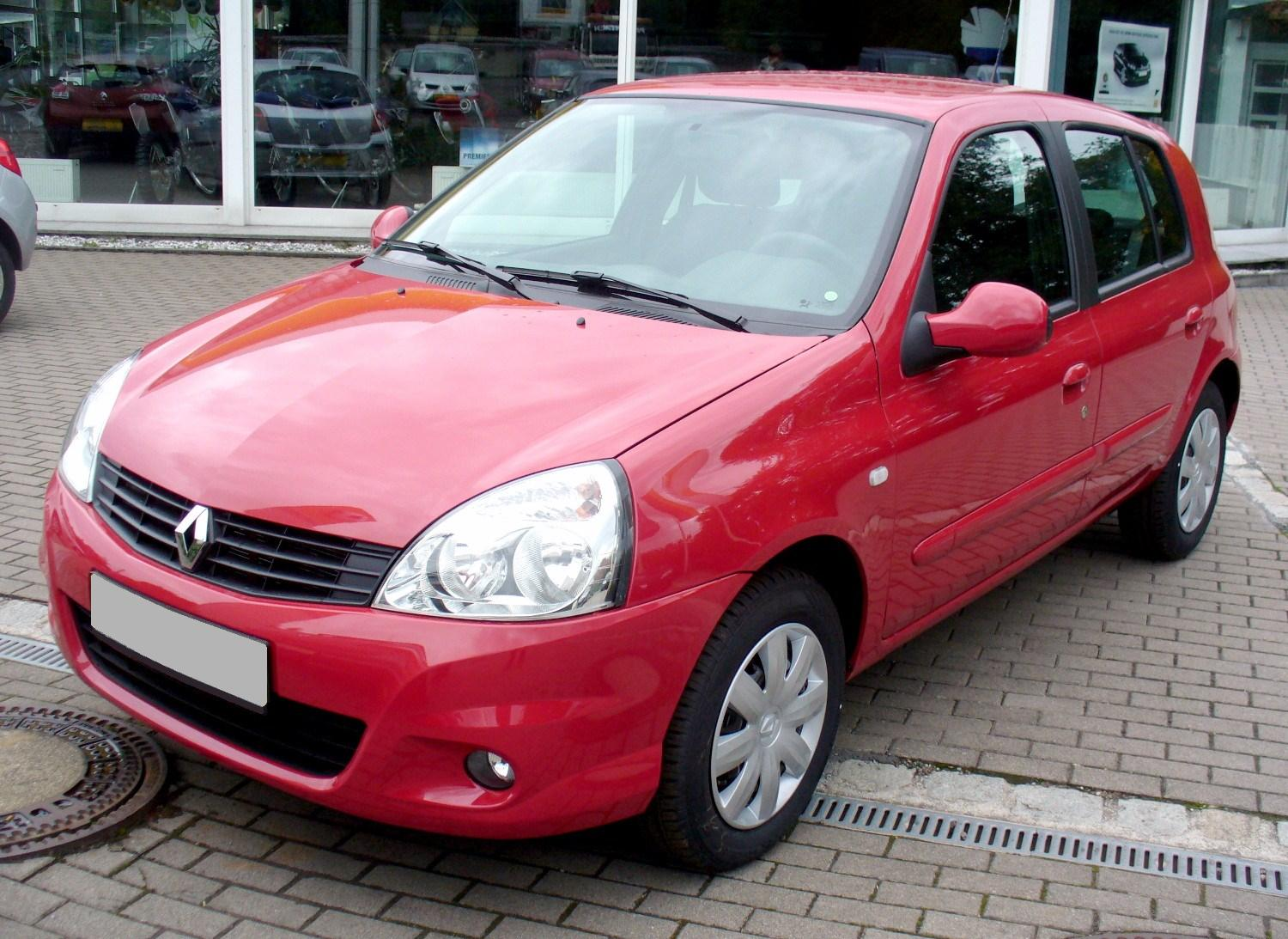
Renault Clio II Campus (з 2009)
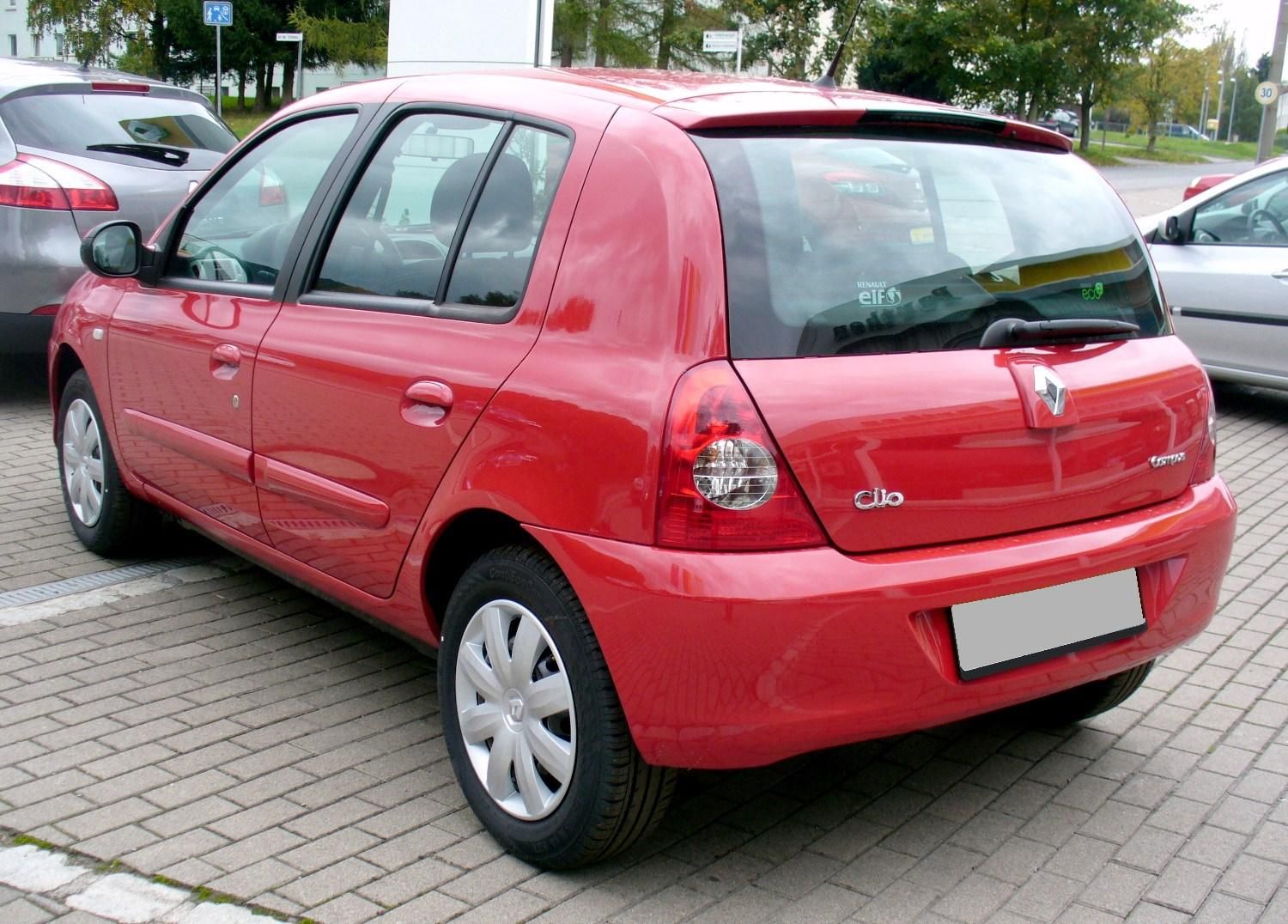
Renault Clio II Campus (з 2009)

### Двигуни
- 1,0 L D7D/D4D I4
- 1,2 L D7F/D4F I4
- 1,4 L K7J/K4J I4
- 1,6 L K7M/K4M I4
- 2,0 L F4R I4
- 3,0 L L7X V6
- 1,5 L K9K I4 (diesel)
- 1,9 L F9Q I4 (diesel)

## Renault Clio III (2005—2012)

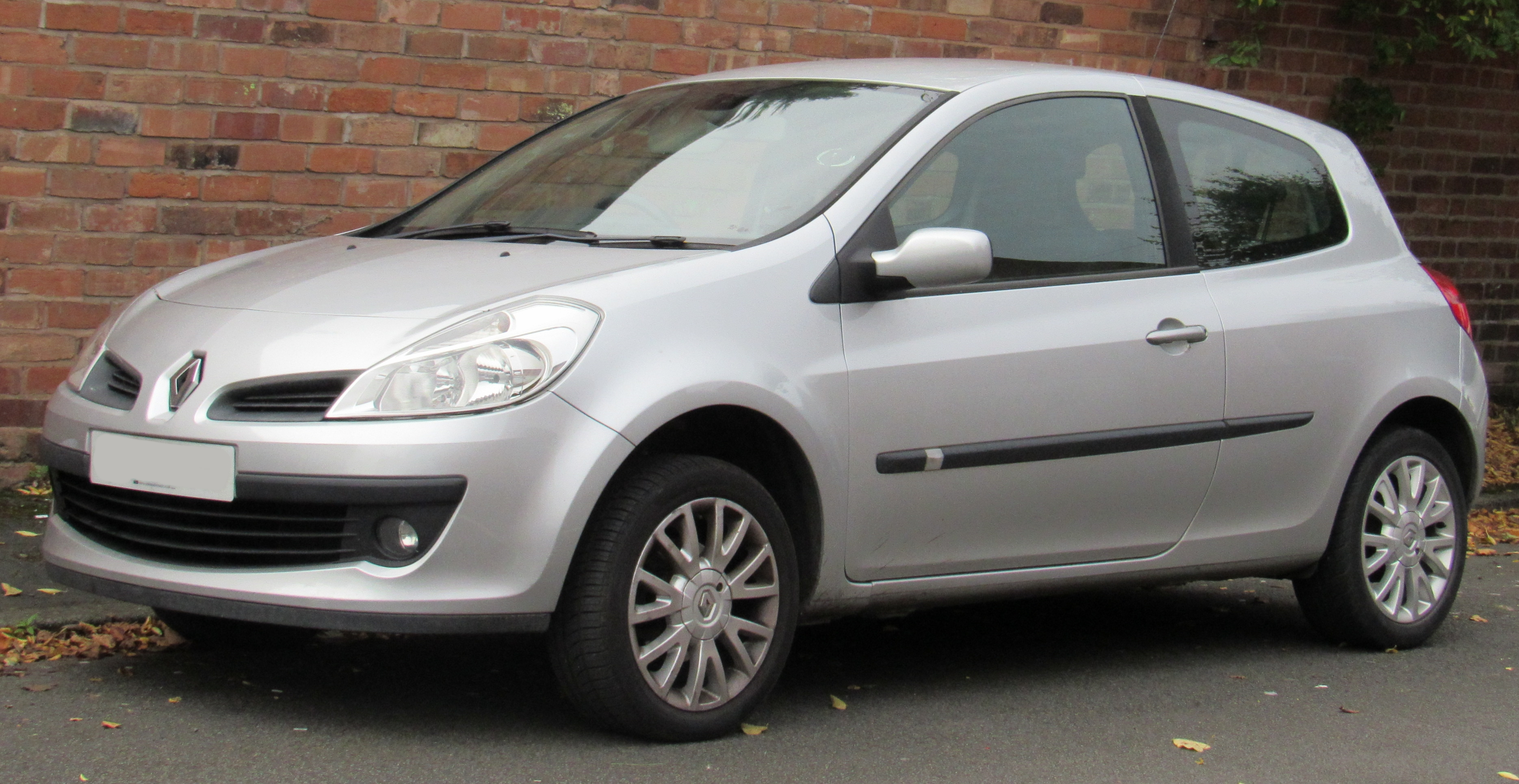
Renault Clio III (2005—2009)

Третє покоління Clio було представлено публіці в 2005 році. Цей автомобіль побудований на платформі B, розробленої спільно з Nissan (частково належить Renault). На цій же платформі побудовані Renault Modus, Renault Logan (Dacia Logan), Nissan Micra і Nissan Note. Clio III вийшов значно більший і важчий на 130 кг. Також, на Clio III вперше було представлено іммобілайзер без ключа. Clio II продовжує випускатися як бюджетна модель і називається Renault Clio Campus. Новий Clio отримав 5 зірок у рейтингу безпеки EuroNCAP. Продажі 3-дверної версії почалися в жовтні 2005 року, на початку 2006 року з'явилася і 5-дверна модифікація. У 2006 році Renault Clio III отримав звання автомобіль року.
У червні 2006 року у Франції почалися продажі Renault Clio Sport за ціною 23000 євро. Ця версія оснащена шестиступінчастою коробкою передач і новим безнаддувних 2,0-літровим двигуном, створеним на базі аналогічного двигуна від другого покоління. Потужність двигуна становить 145 кВт (197 к. с.) на 7250 оборотах на хвилину. Максимальна швидкість становить 215 км/год, а розгін 0—100 км/год триває лише 6,9 с.
На Міжнародній сільськогосподарській виставці в Парижі в 2006 році, Renault представила Hi-Flex Clio II з 16-клапанним двигуном 1,6 л. Цей автомобіль, призначений для Бразилії, представляє концепцію Flex-Fuel — двигуна, здатного працювати на суміші бензину і етанолу, причому в будь-якій пропорції від 0 % до 100 %.
У березні 2007 році була представлена версія кузова універсал.

### Двигуни
- 1.2 л D4F Р4 65/75/79 к. с.
- 1.2 л D4FT Р4 101/103 к. с.
- 1.4 л K4J Р4 98 к. с.
- 1.6 л K4M Р4 88/112/128 к. с.
- 2.0 л M4R Р4 139 к. с.
- 2.0 л F4R Р4 197/201 к. с. (RS, 02/2006–10/2012)
- 1.5 л K9K Р4 (diesel) 68/75/88/106 к. с.

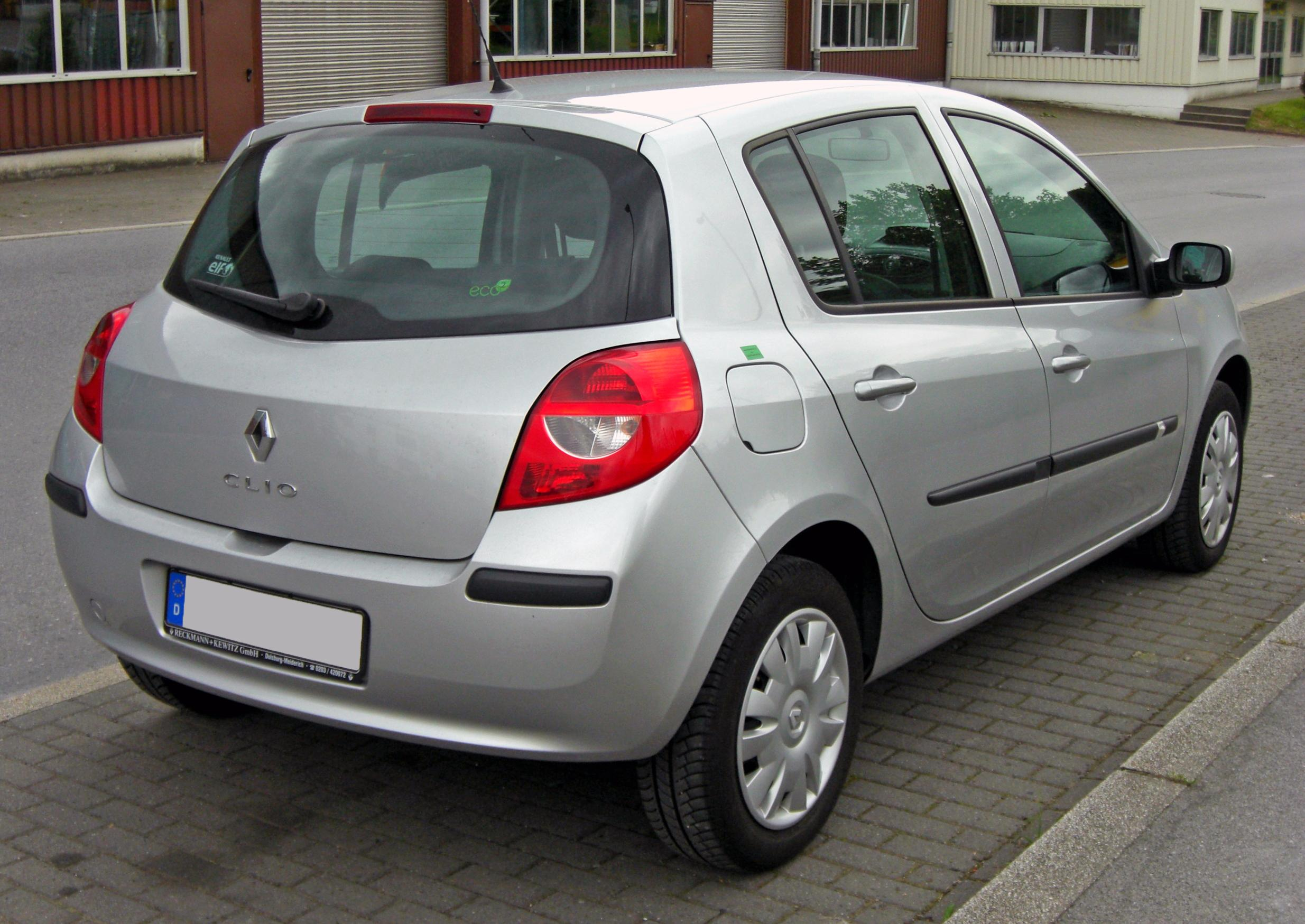
Renault Clio III 5дв хетчбек (2005–2009)
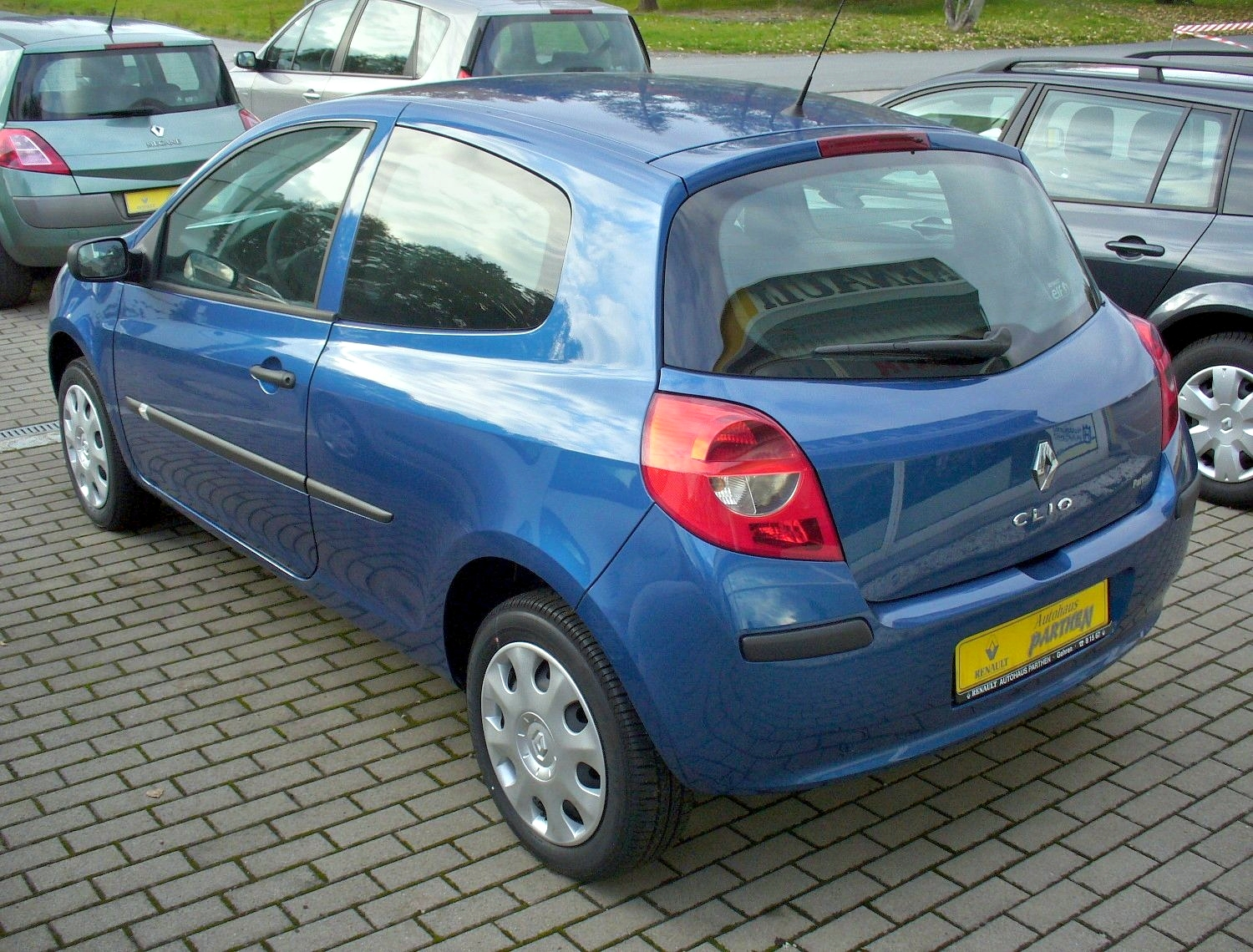
Renault Clio III 3дв хетчбек (2005–2009)
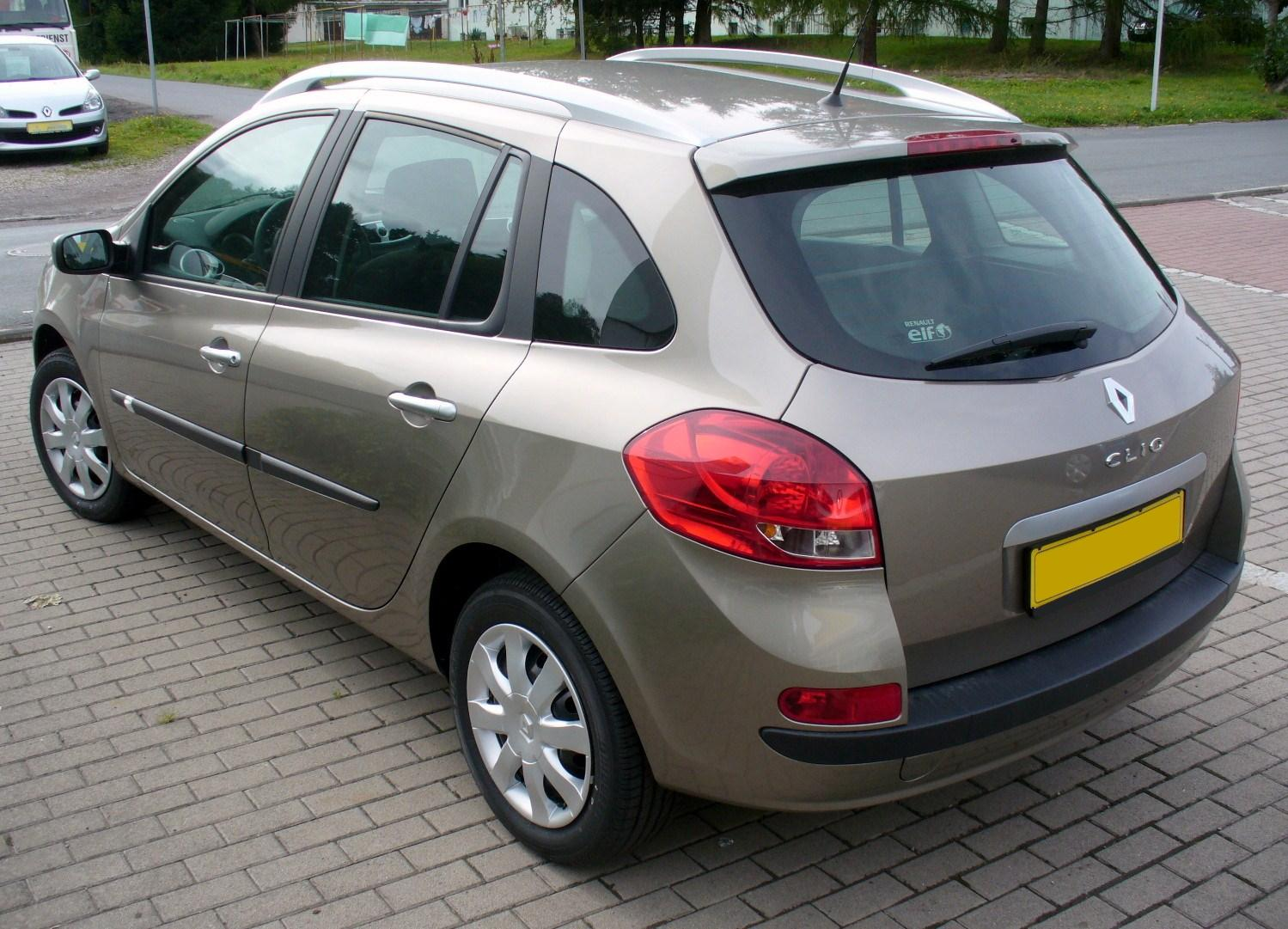
Renault Clio III Grandtour (2008–2009)
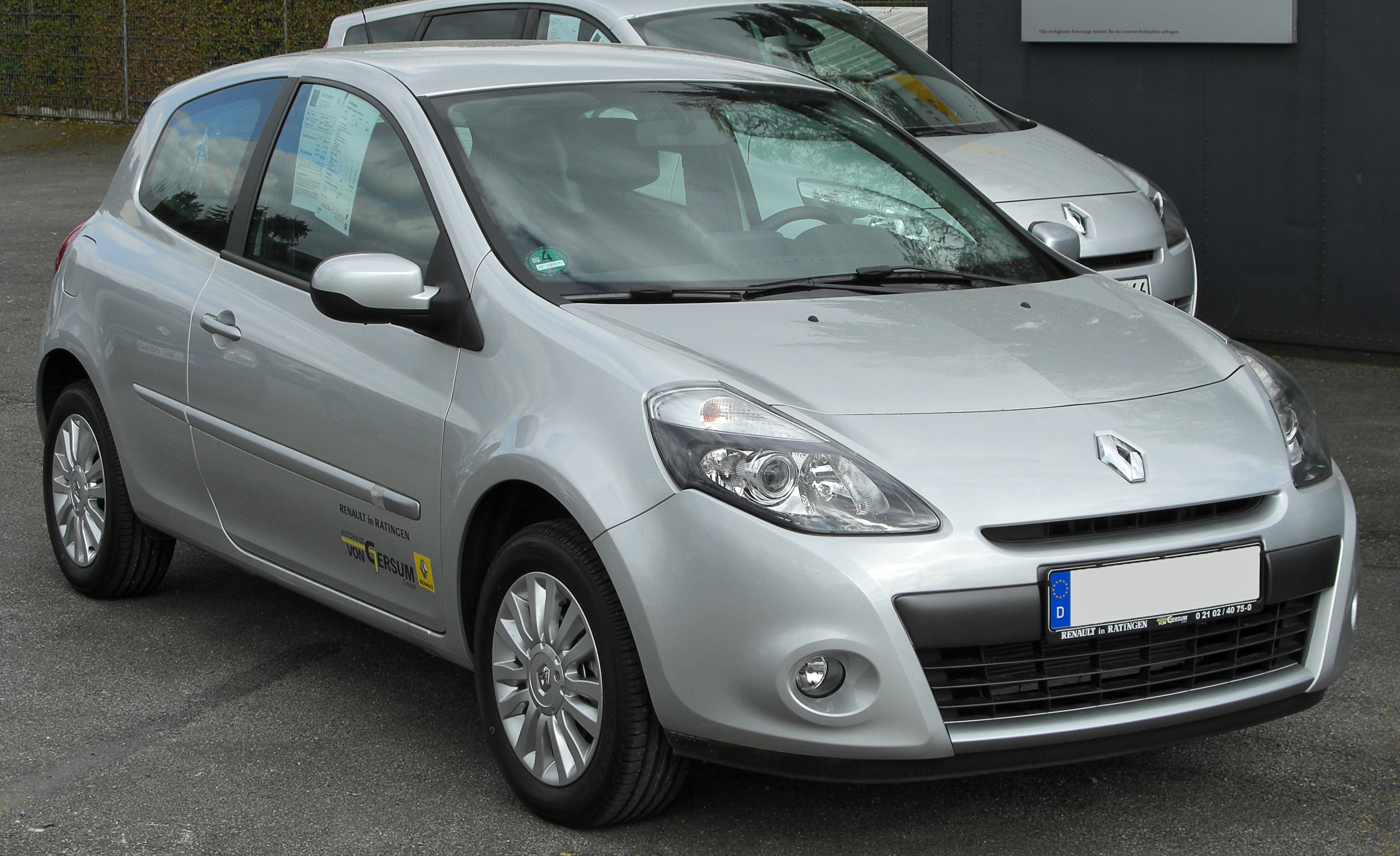
Renault Clio III (з 2009)
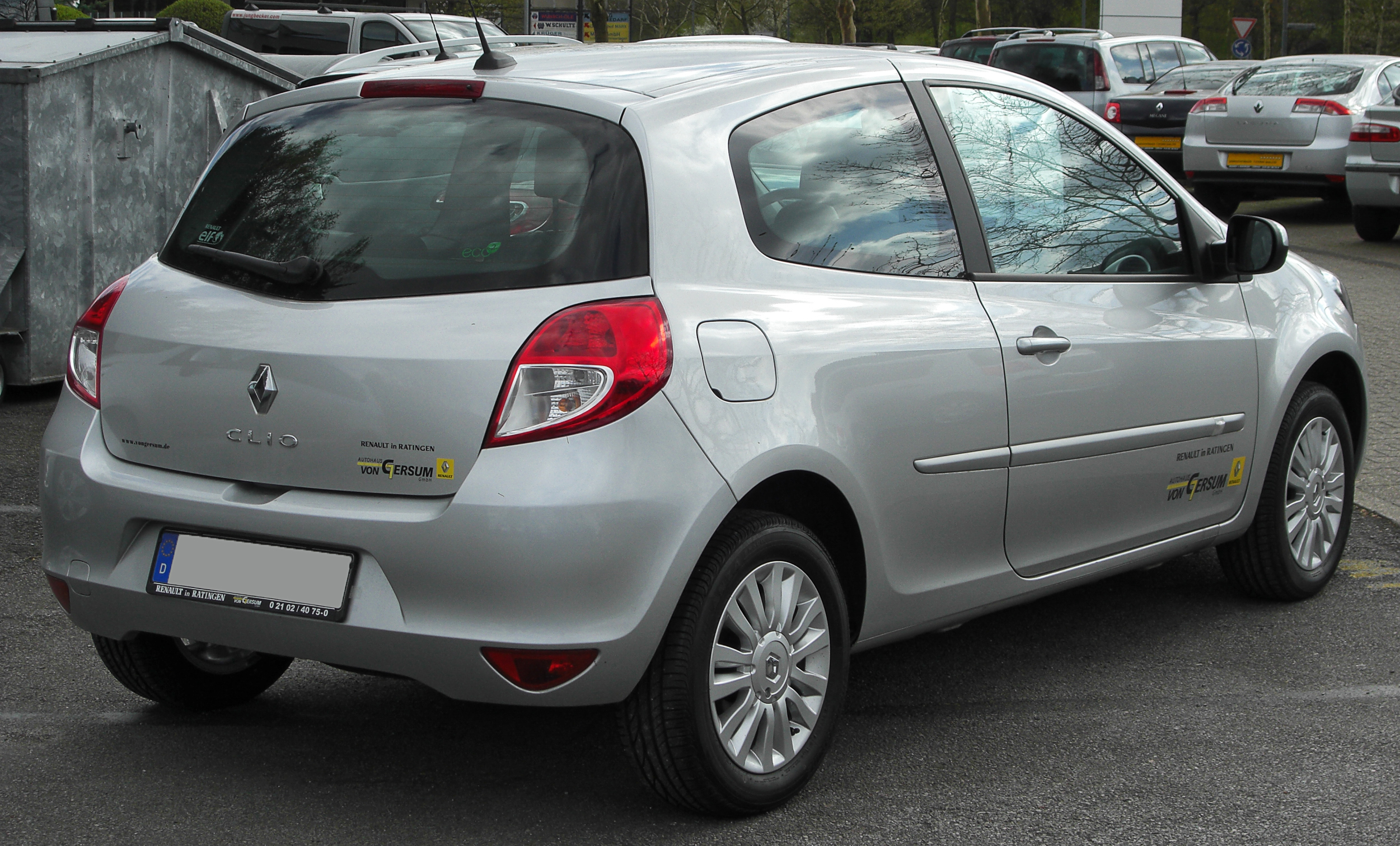
Renault Clio III (з 2009)
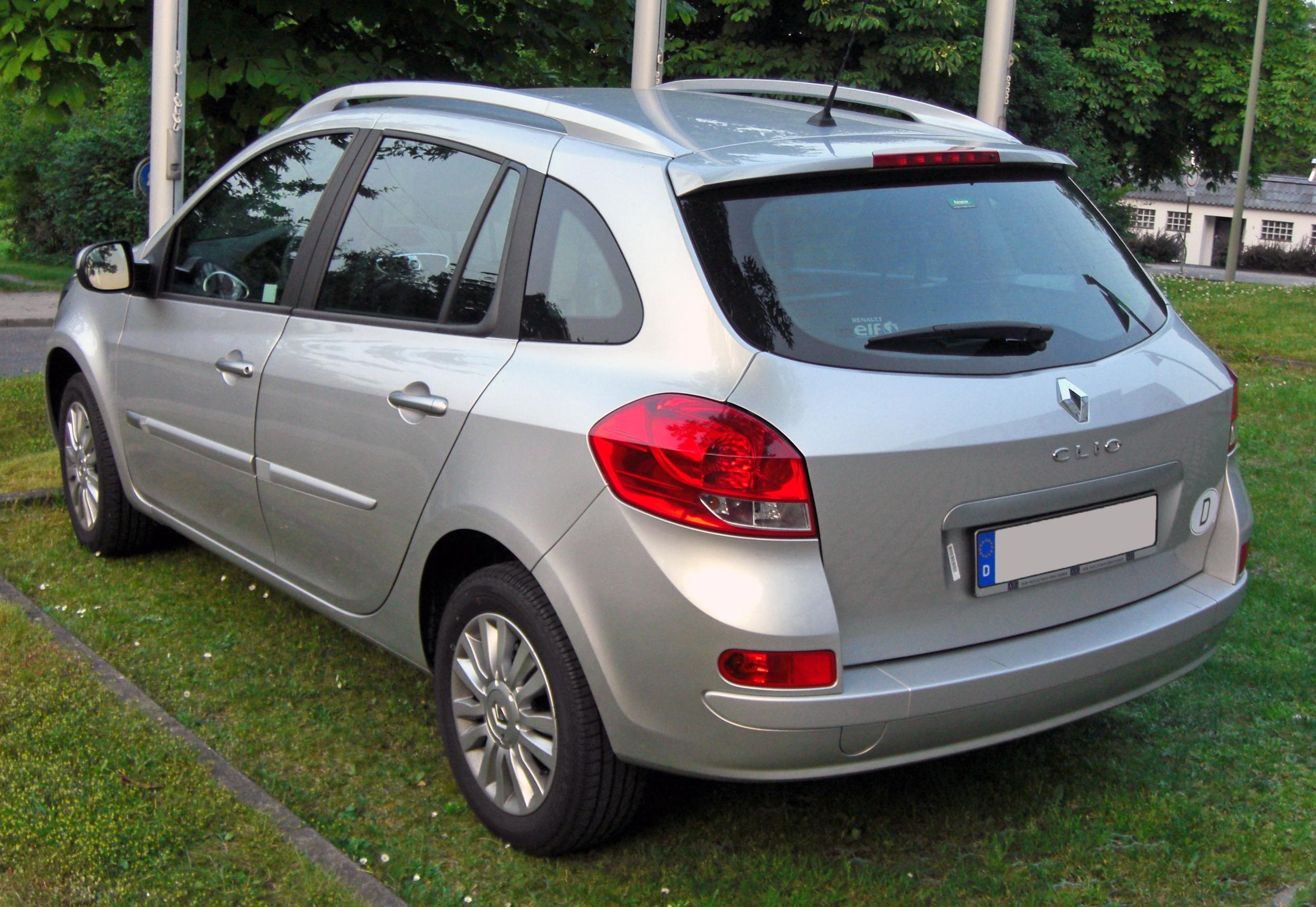
Renault Clio III Grandtour (з 2009)
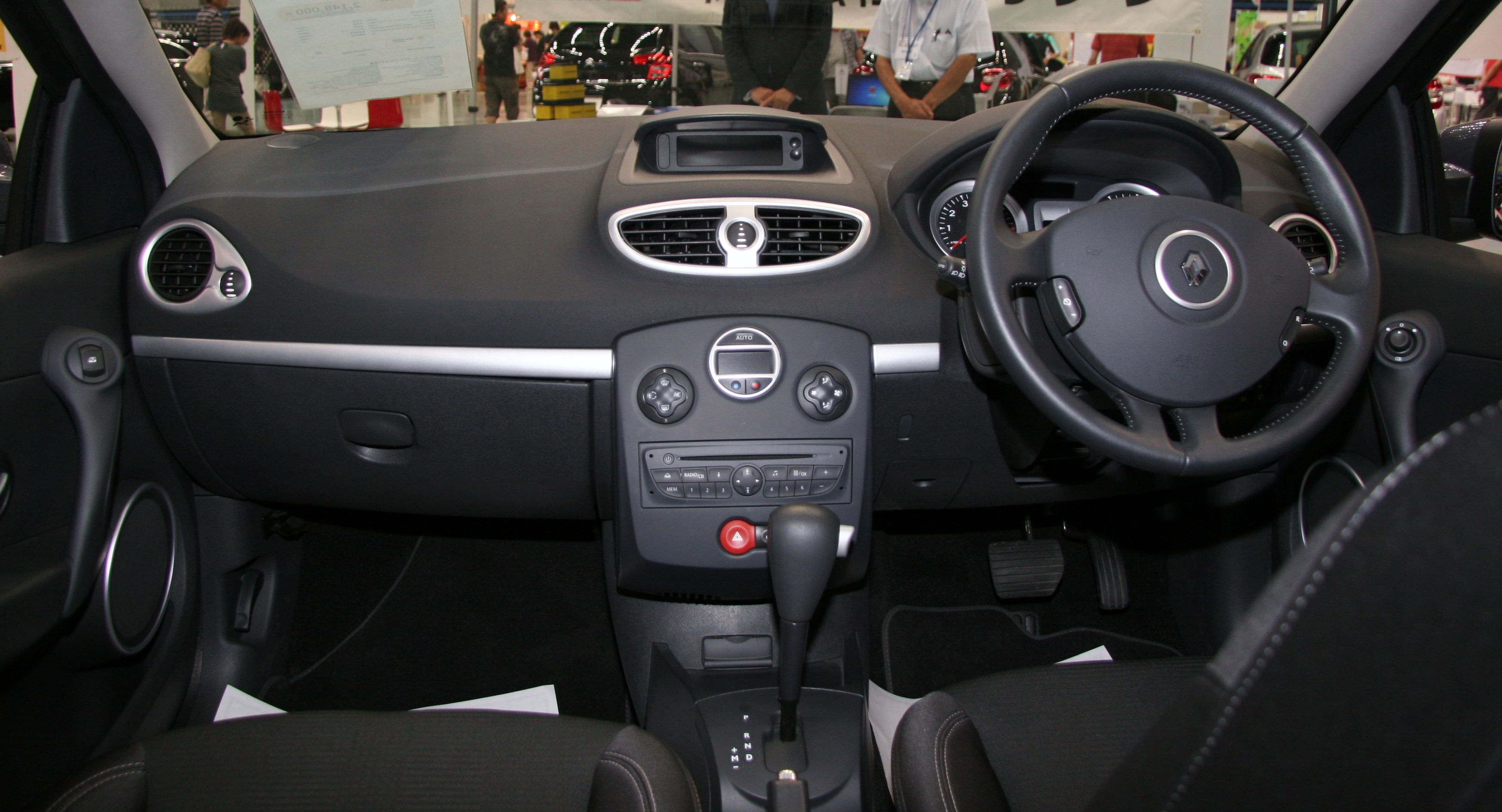

## Renault Clio IV (2012—2019)

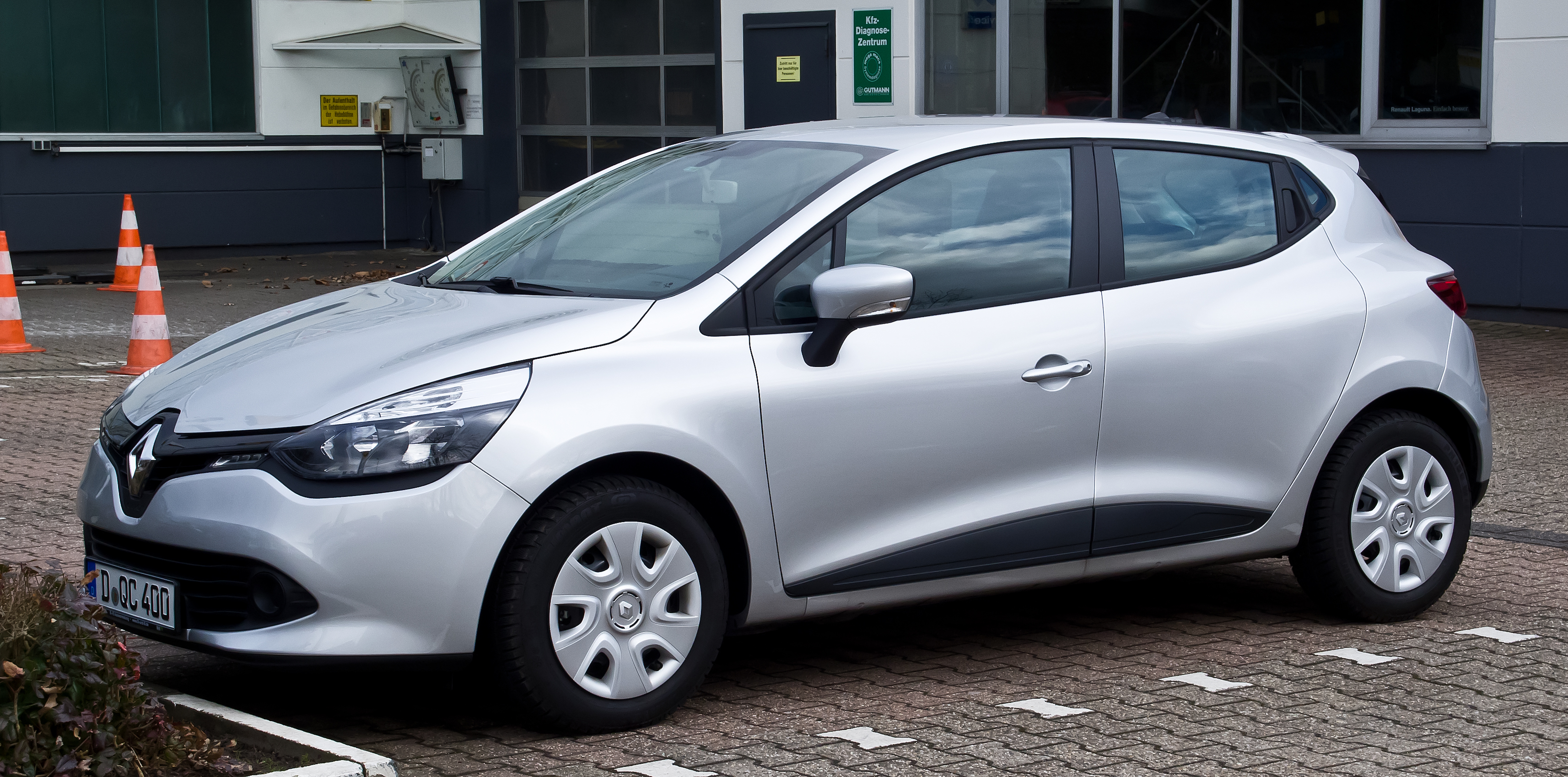
Renault Clio IV (з 2012)

Четверте покоління Renault Clio (типу X98) дебютувало на Паризькому автосалоні в кінці вересня 2012 року, продажі почались 10 листопада того ж року. Автомобіль побудований на тій ж платформі B.
Він був офіційно представлений як п'ятидверний хетчбек, універсал під назвою Grand Tour представлений у 2013 році. Трьохдверна версія спочатку виготовлятись не буде. Renault Clio четвертого покоління заснований на модифікованій версії платформи B Renault-Nissan, первісна форма була використана в двох попередніх моделях.

### Двигуни
- 0.9 л H4Bt turbo Р3 76/90 к. с.
- 1.2 л D4F Р4 65/73 к. с.
- 1.2 л H5Ft turbo Р4 118/120 к. с.
- 1.6 л M5M turbo Р4 200/220 к. с. (Turbo RS, 09/2013–08/2018)
- 1.5 л K9K Р4 diesel 75/90/110 к. с.

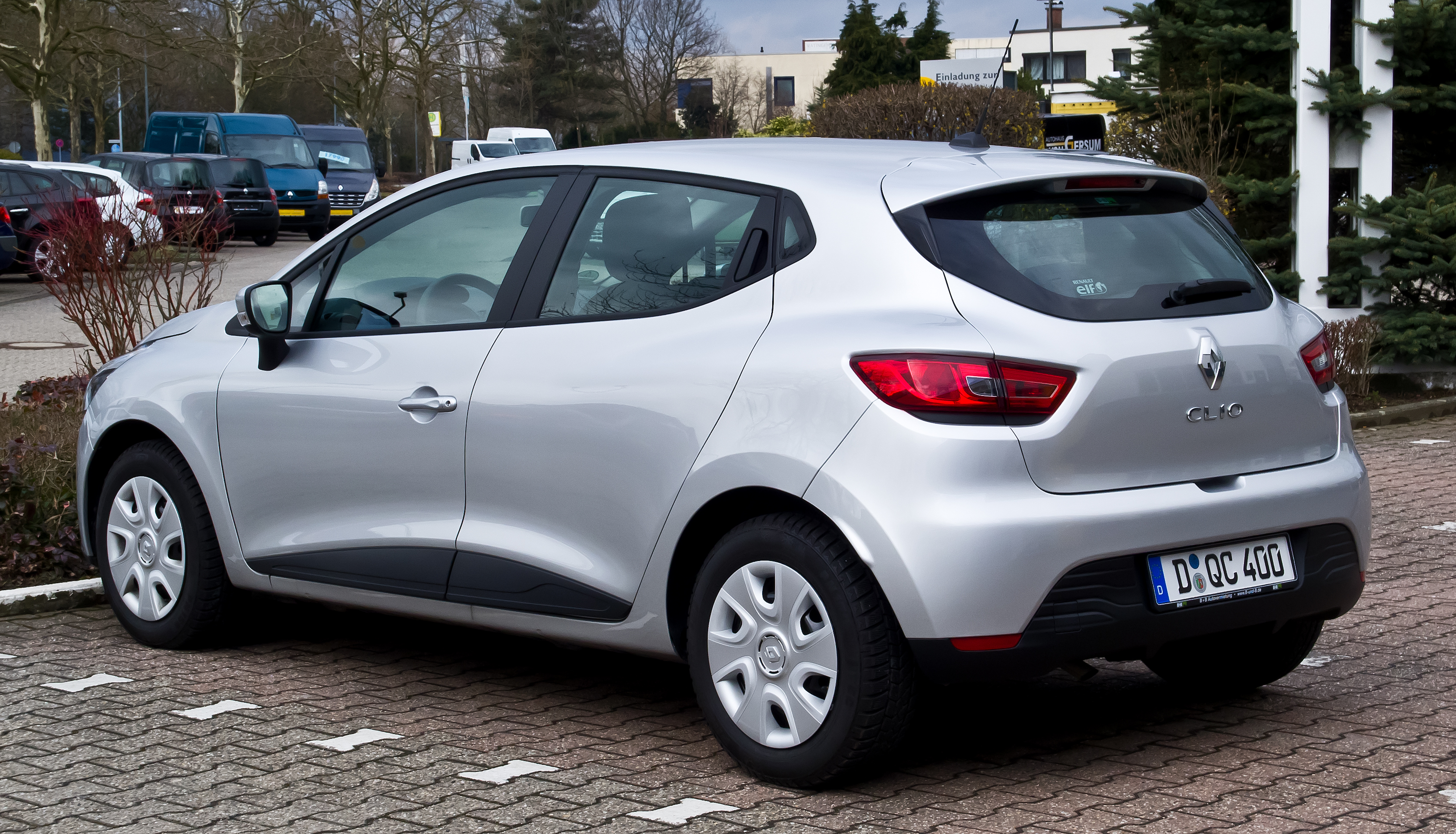
Renault Clio IV (з 2012)
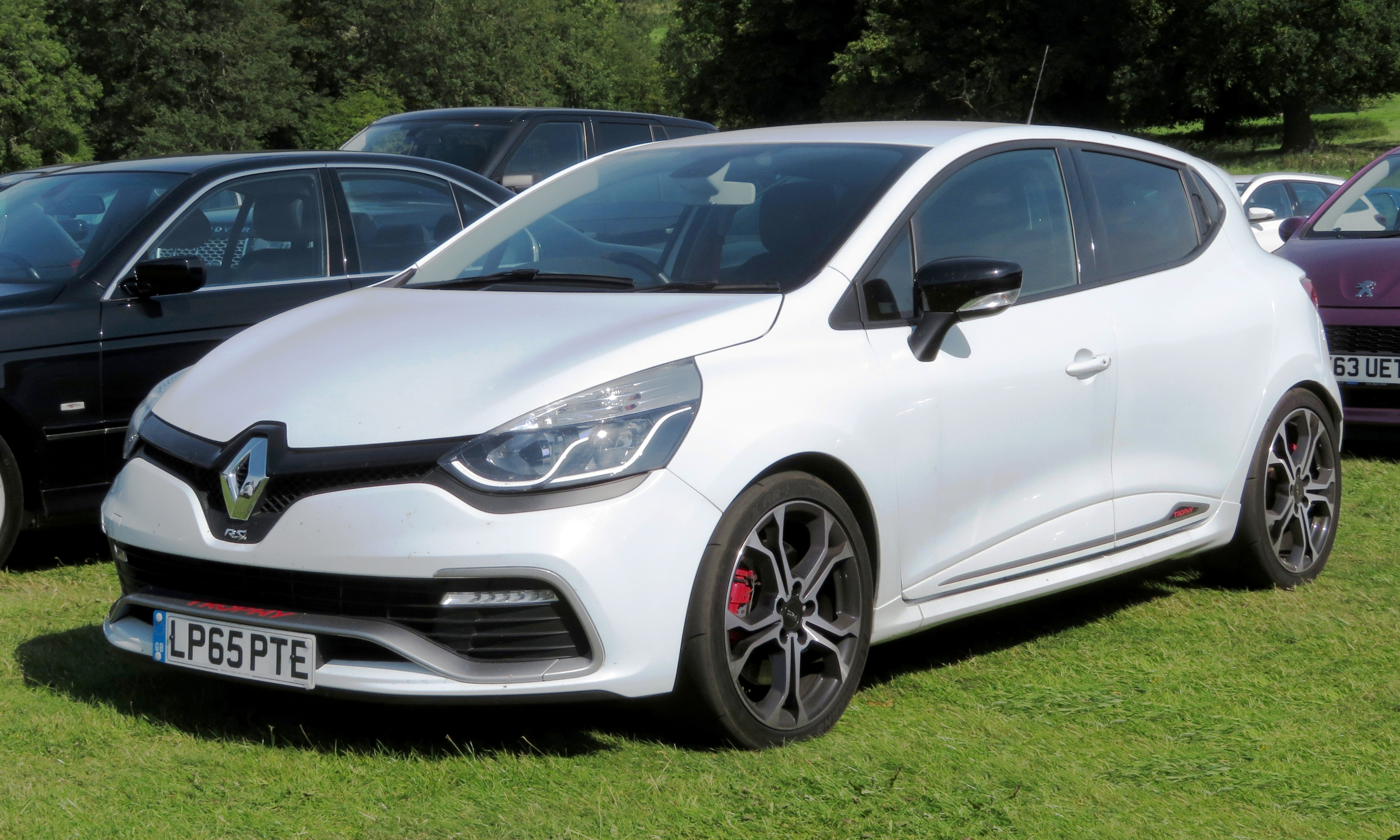
Renault Clio IV RS (з 2012)
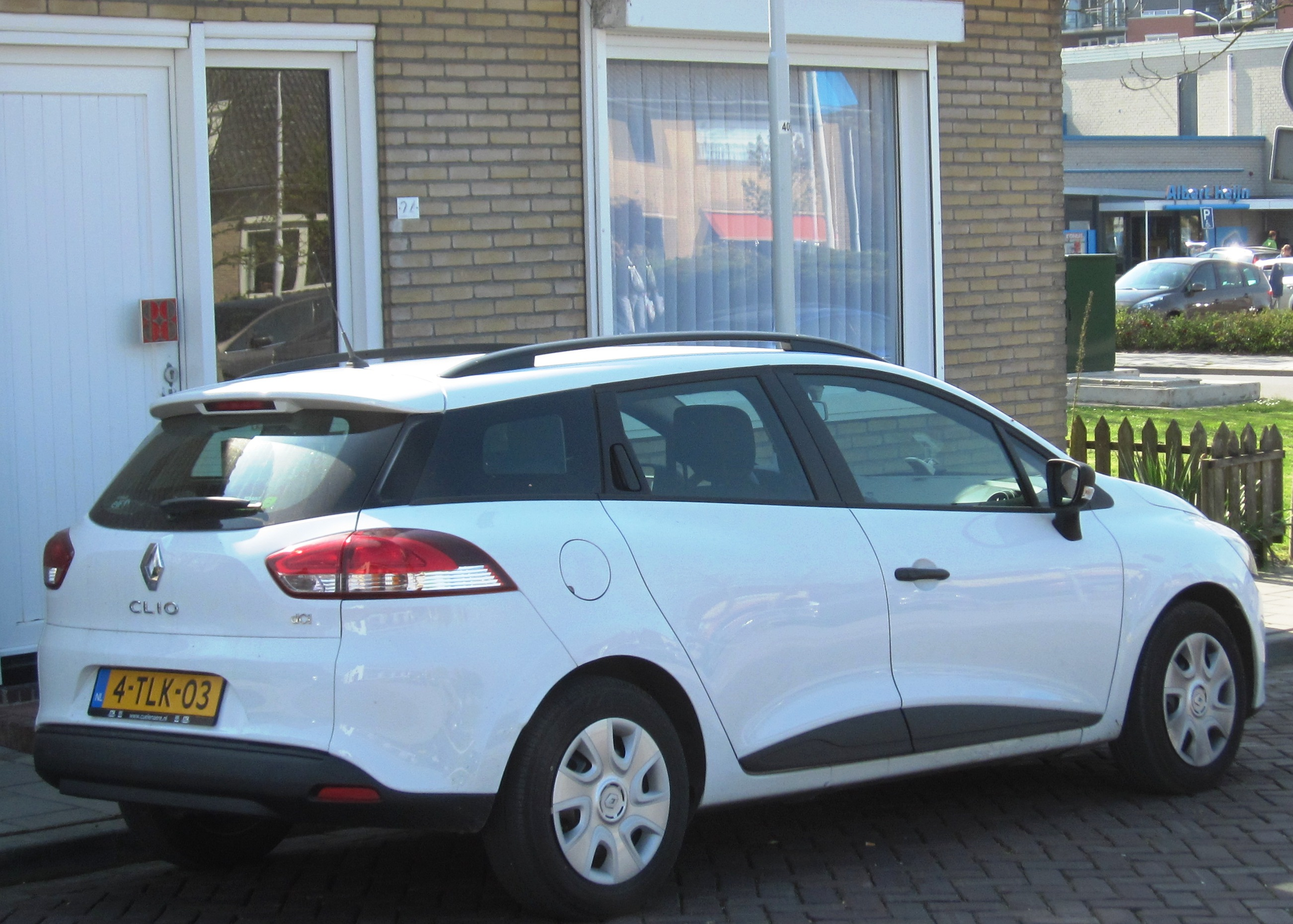
Renault Clio IV Grand Tour (з 2013)
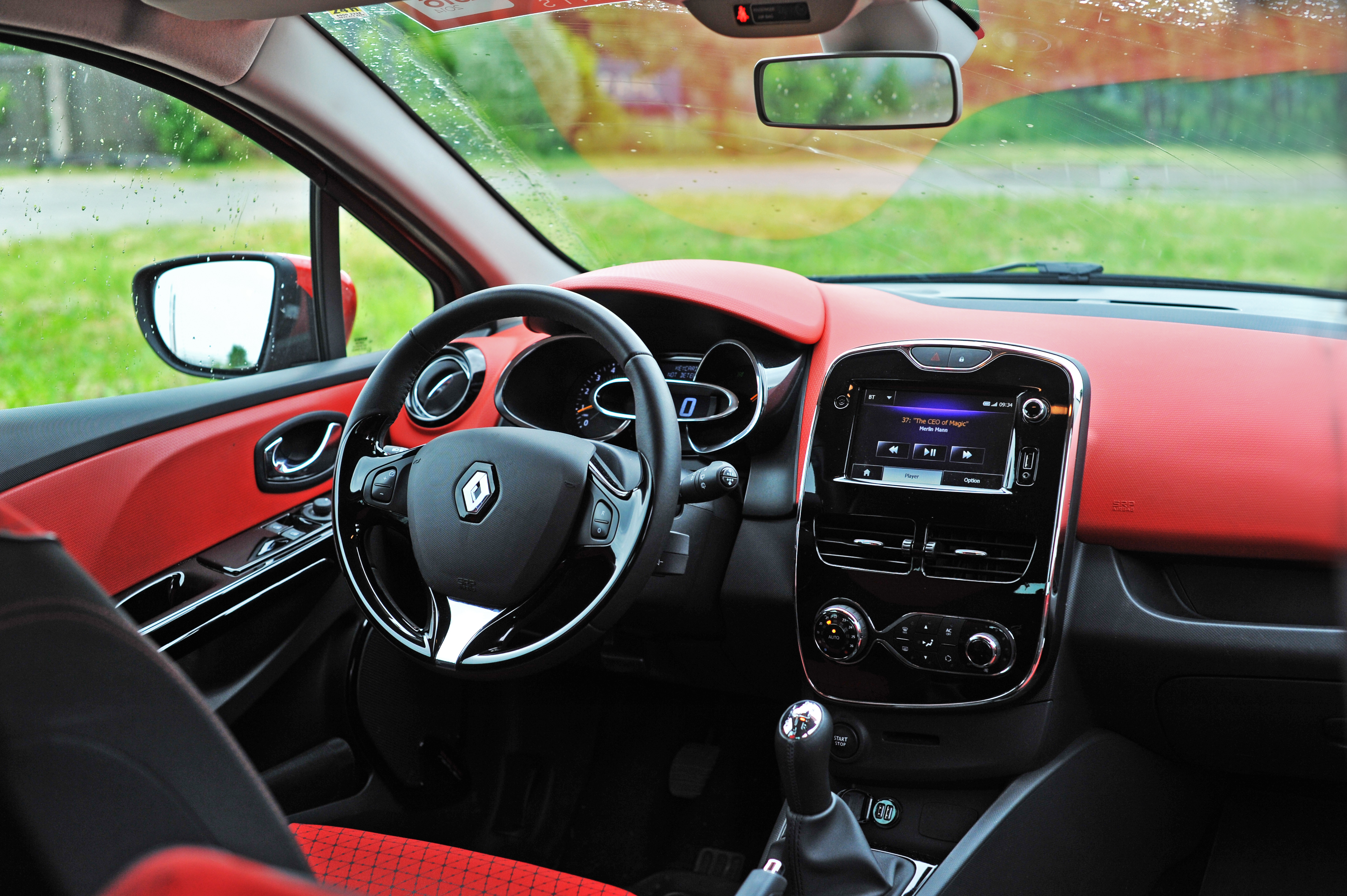
Renault Clio IV

## Renault Clio V (BJA; 2019)

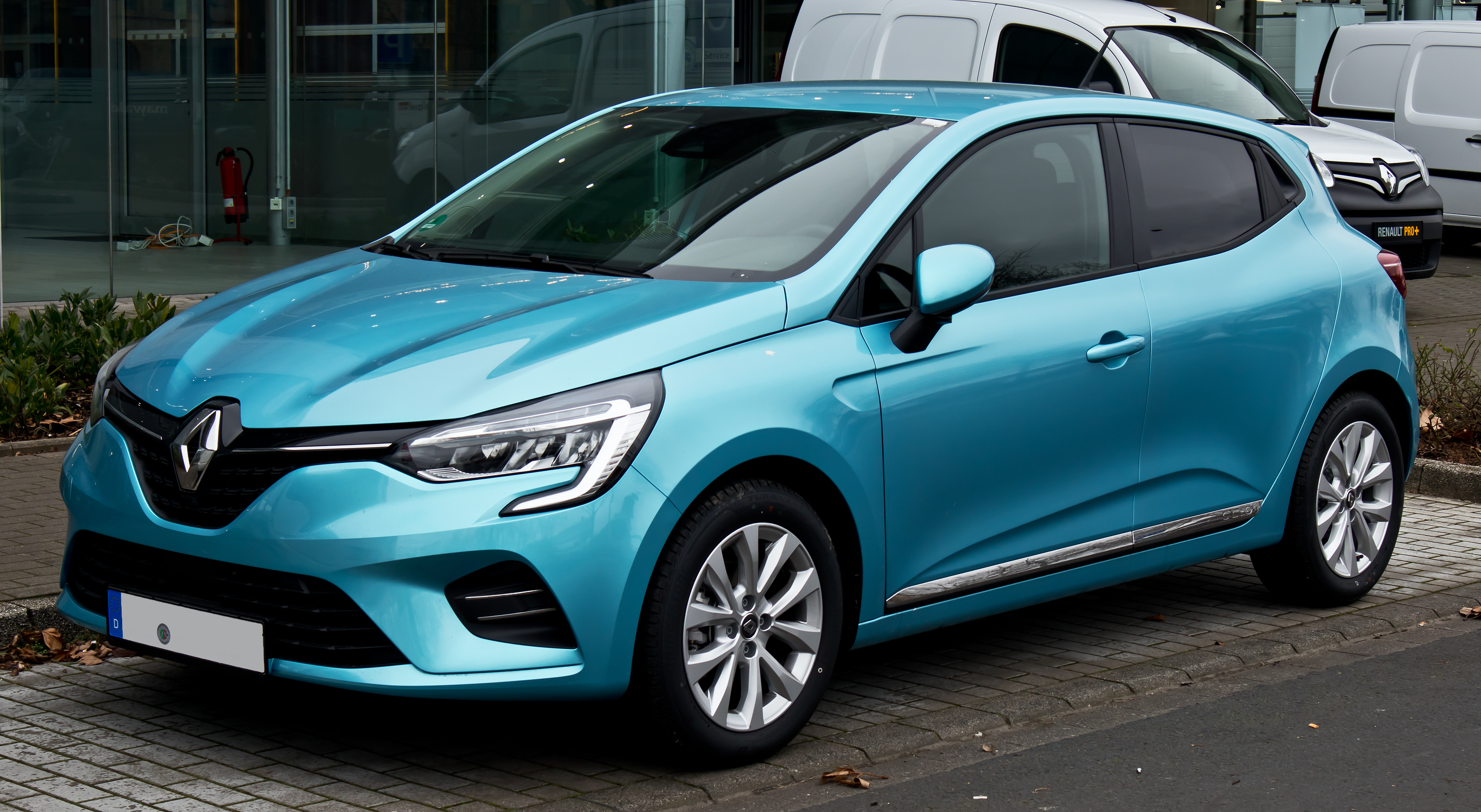
Renault Clio V (з 2019)

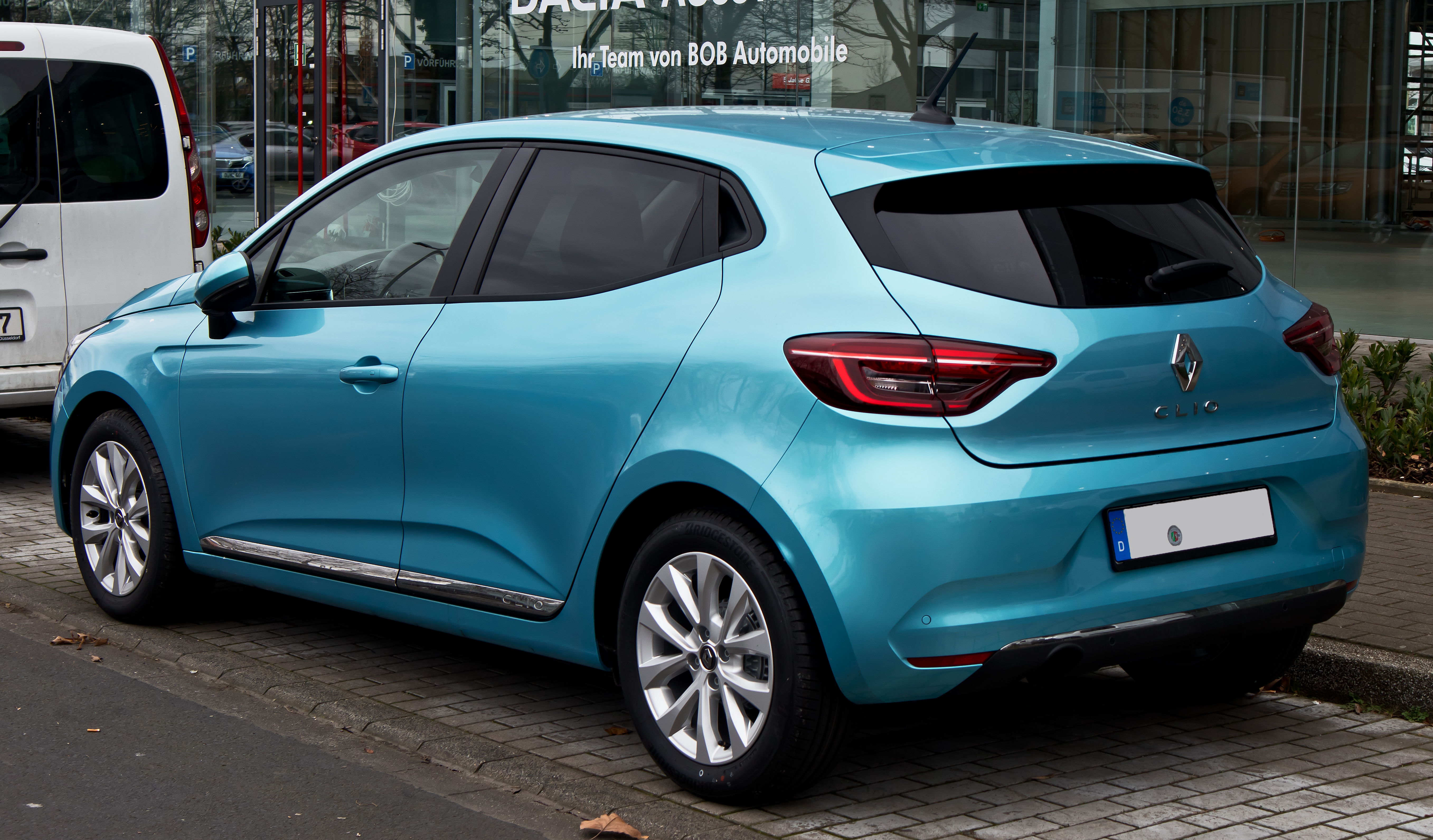
Renault Clio V (з 2019)

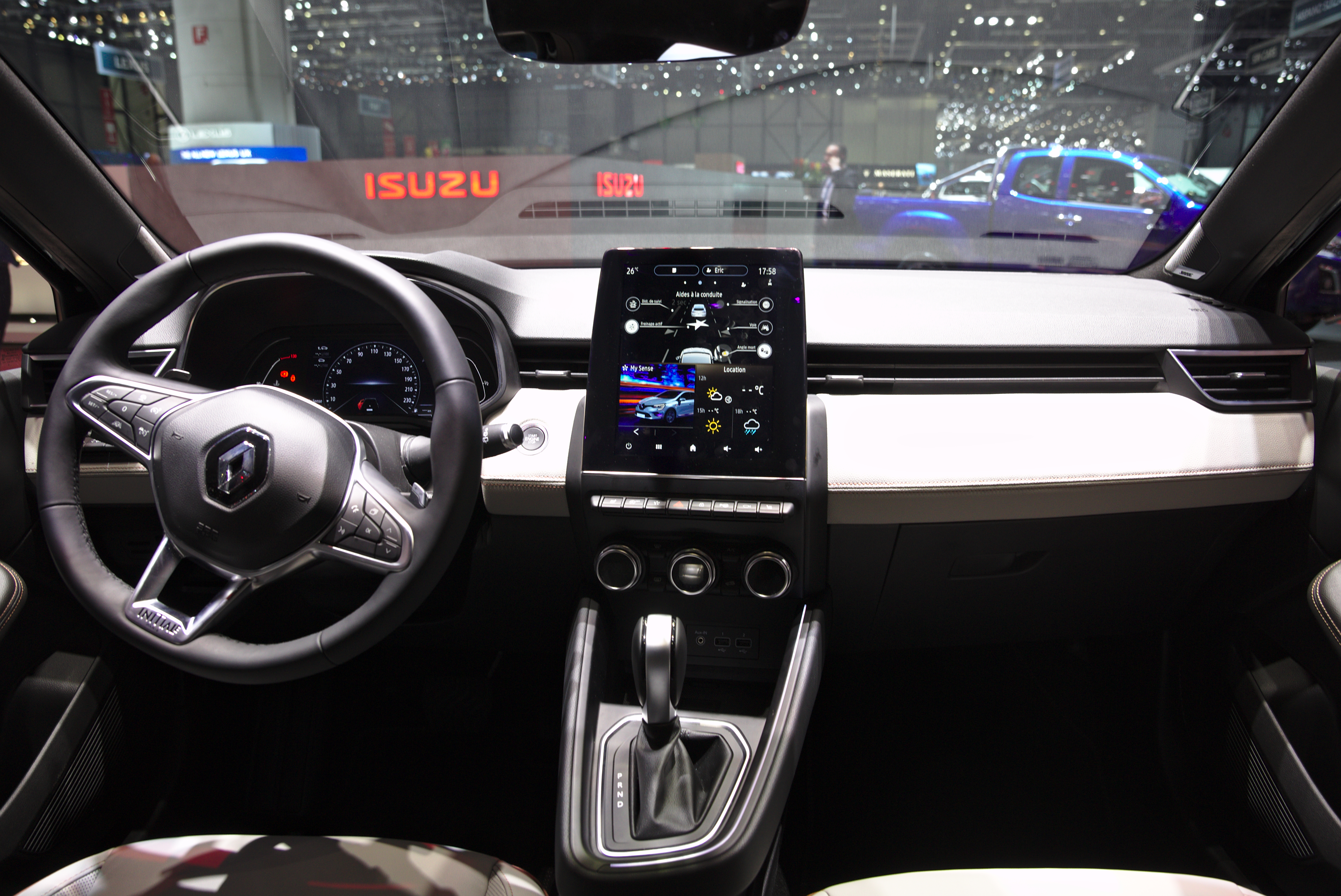
Салон

Новий Clio побудований на новій платформі CMF-B. У порівнянні з колишніми платформами тут 85 % нових деталей. Ця архітектура заощадила 50 кг маси, дозволила на 1,5—2 дБ знизити шум на швидкостях до 130 км/год плюс впровадити нові помічники водія з фронтальною камерою і радаром.
Базова модель Renault Clio 2020 оснащена 1,0-літровим бензиновим мотором SCe і 5-ступінчастою механічною коробкою передач. Цей агрегат має два рівня форсування — 65 і 75 к. с. Доступні два турбовані двигуни TCe об'ємом 1,0 л і 1,3 л і потужністю 100 і 130 к. с., один 1,5-літровий дизельний Blue dCi. Дизельний мотор має два ступені продуктивності: 85 і 115 кінських сил.
Витрата палива Renault Clio в стандартній комплектації 6,1 л на 100 км у місті і 4,1 л на шосе.
Renault Clio 2020 року поставляється в 5 комплектаціях: Play, Iconic, S Edition, RS Line і RS Line BOSE Edition. Доступна модель Renault Clio E-Tech з гібридною силовою установкою.

### Renault Clio E-Tech
У автомобіля з'явився гібридний варіант E-Tech. Силова установка має у своєму складі бензиновий мотор атмосферний 1,6 з модифікаціями, пристосовують їх до роботи в складі гібридної установки, і пару електромоторів.
Ємність тягової батареї дорівнює 1,2 кВт·год, а напруга — 230 В. Хетчбек від розетки не заряджається.

### Безпека
Завдяки використанню модульної платформи CMF-B, Renault Clio 2020 року став стійкіший до ударів і зносу. Модель оснащена передніми і бічними подушками безпеки, системою екстреного гальмування, виявленням пішоходів, адаптивним круїз-контролем, круїз-контролем з обмежувачем швидкості, моніторингом сліпих зон, а також системами попередження про вихід зі смуги руху і розпізнавання дорожніх знаків.

### Двигуни
- 1.0 SCe 65/78
- 1.0 TCe 100
- 1.3 TCe 130
- 1.6 e-Tech Hybrid 140 к. с.
- 1.5 dCi diesel 85/115

### Фейсліфт
18 квітня 2023 року дебютував значний рестайлінг, який передбачав повністю перероблений передній бампер із тоншими фарами та ширшою решіткою радіатора у виді шахівниці. Комплектація R.S. Line була замінена на комплектацію Esprit Alpine з відповідним шильдиком.
Mitsubishi Colt був представлений 8 червня 2023 року як перейменована версія оновленого Clio, і він має опцію гібридної силової установки.
У 2024 році Clio отримав оновлене кермо з новим логотипом, як у Symbioz.

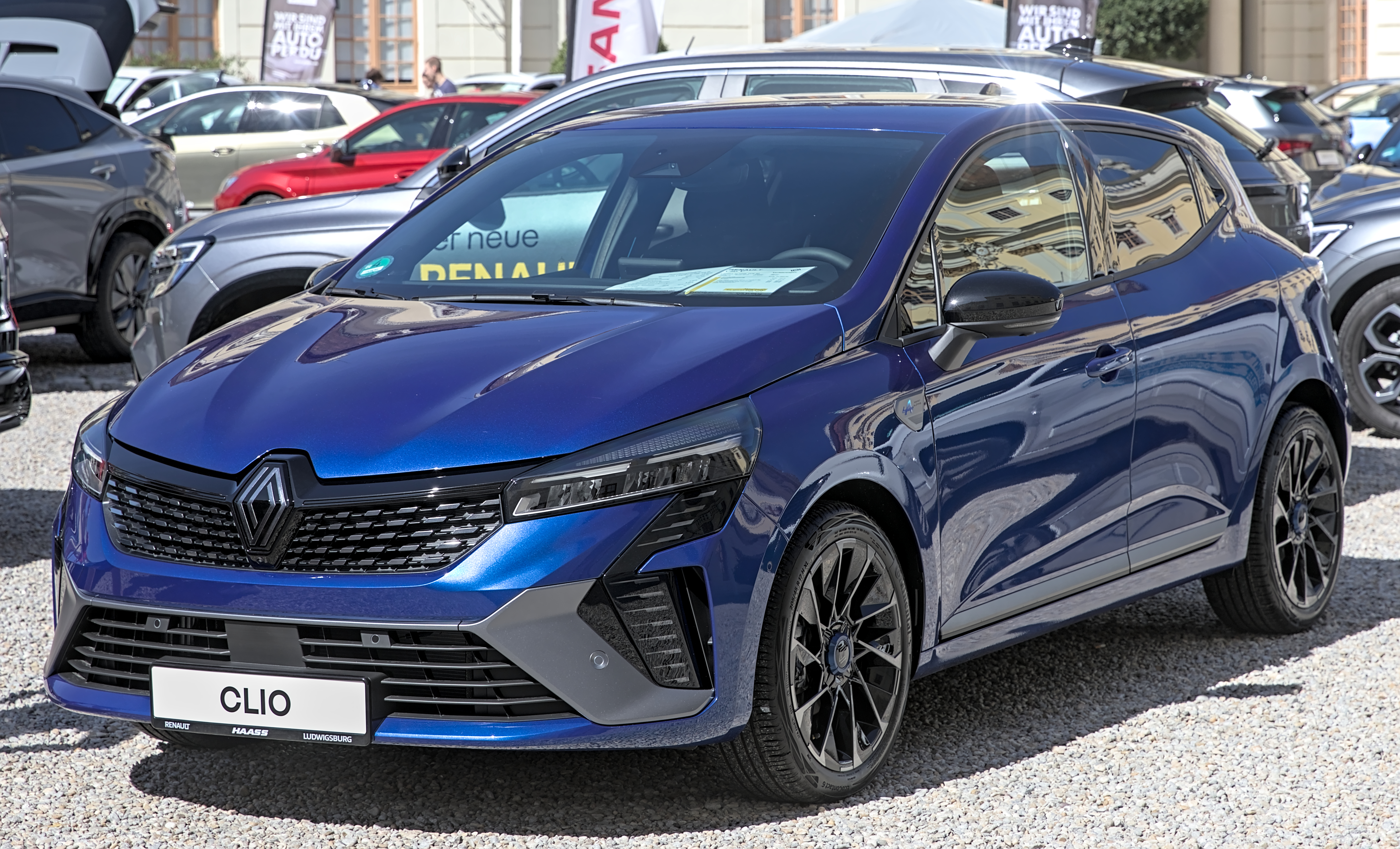
2023 Clio (фейсліфт, вид спереду)
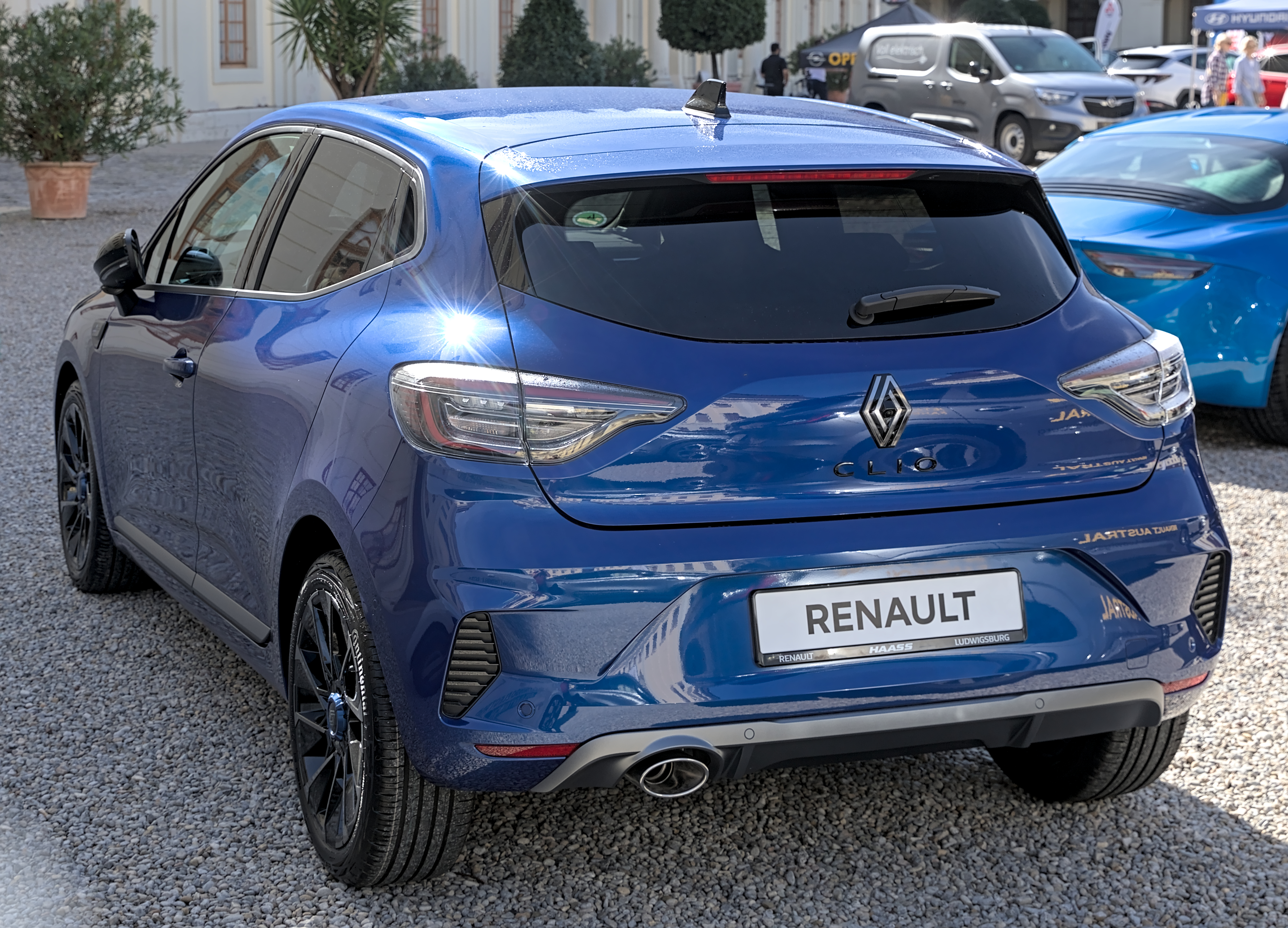
2023 Clio (фейсліфт, вид ззаду)
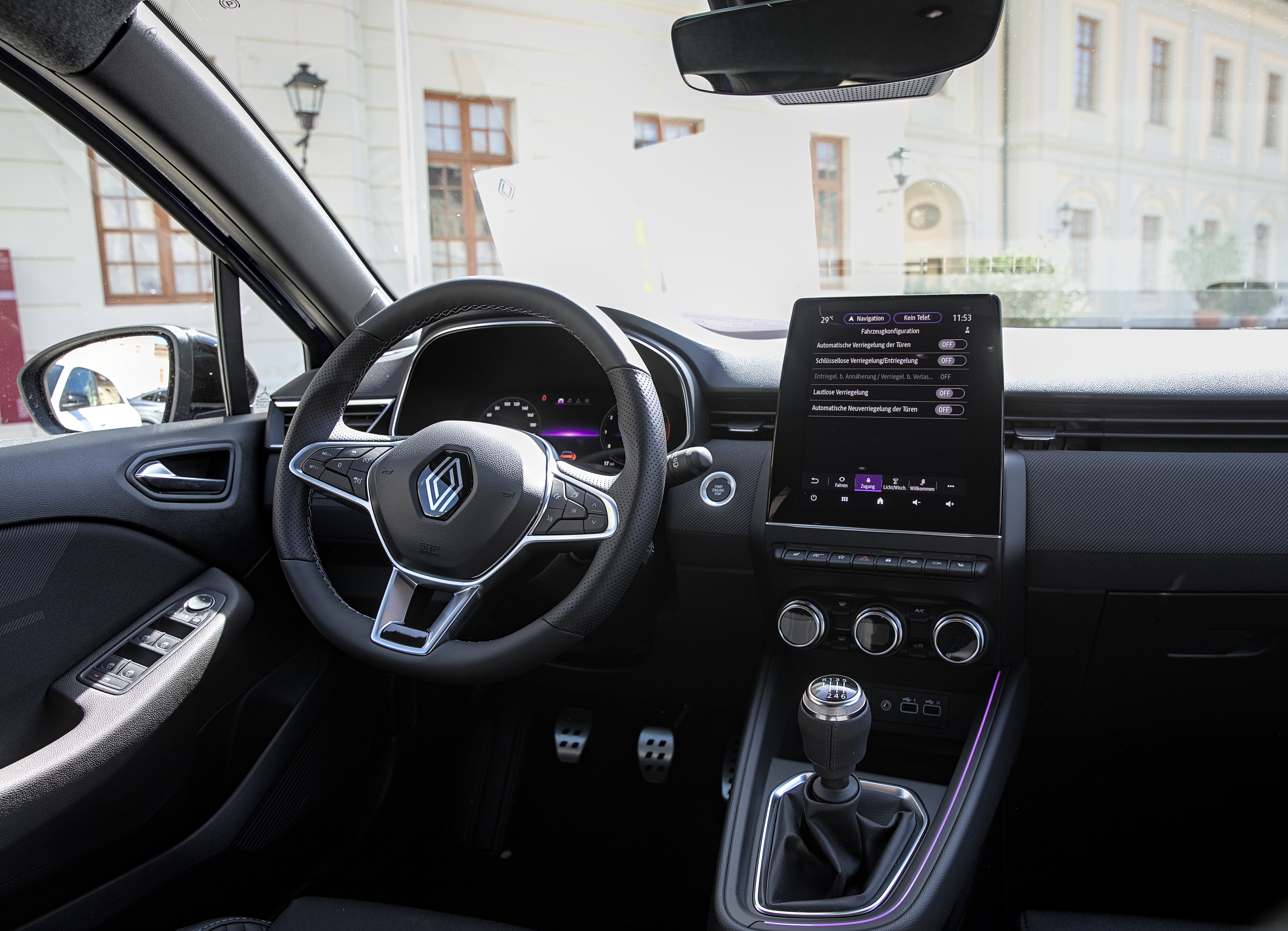
інтер'єр (фейсліфт)

## Майбутнє
Renault Clio наступного покоління, можливо відмовитися від чисто бензинових двигунів і перейде лише на гібридні, коли авто вперше з'явиться у вересні на Мюнхенському автосалоні. Дизайнерський прототип матиме більш помітний ніс, а також роздвоєний задній спойлер.

## Renault Clio Symbol (1999—2021)

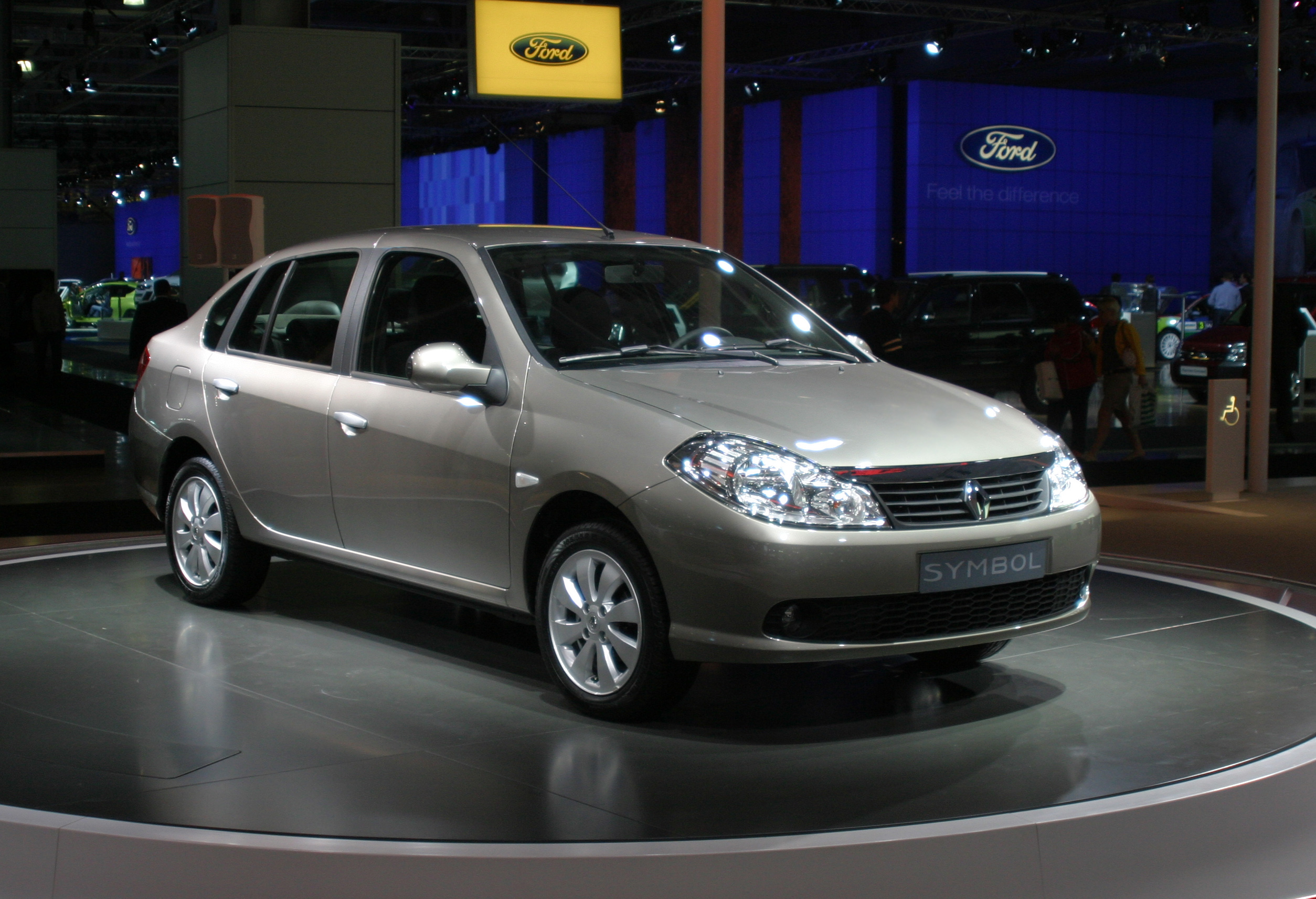
Renault Symbol II/Thalia II 2009 року

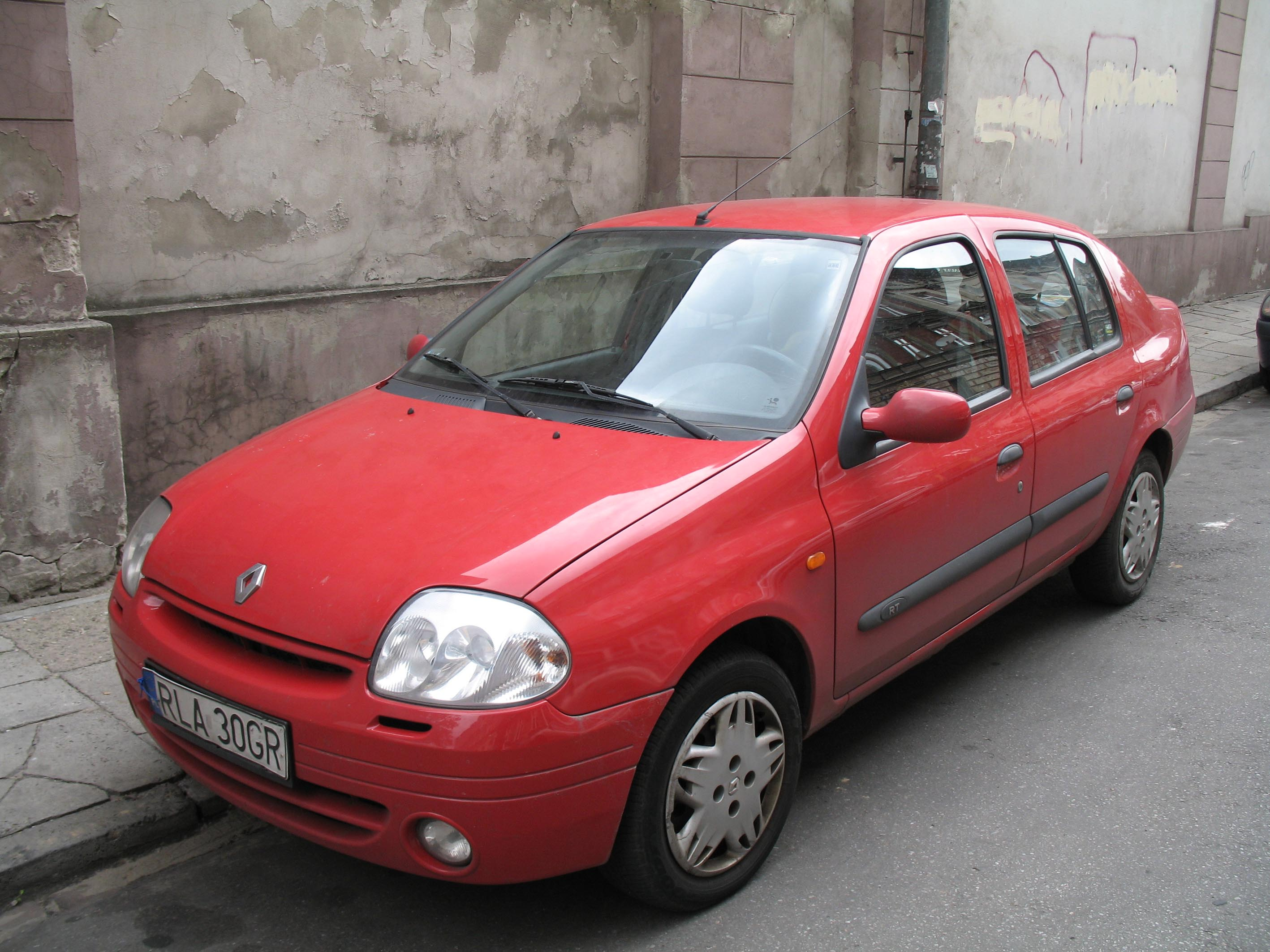
Renault Symbol I/Thalia I (1999—2002)

У 1999 році Renault випустив версію седан автомобіля Clio II під назвою Clio Symbol (у Туреччині, Румунії, Болгарії, країнах СНД) Thalia (у Польщі), Clio Sedan (Південна Америка) та Clio Classic (Азія, Океанія та північна Африка). Початково автомобіль виготовлявся для ринків країн що розвиваються, але надалі став доступний і у країнах, де кузов типу седан популярніший за хетчбек, в основному у Східній Європі, де седан дешевший за оригінальний хетчбек, проте все ще дорожчий за Dacia Logan, який випущений компанією Renault на цьому ринку як дешевий автомобіль.

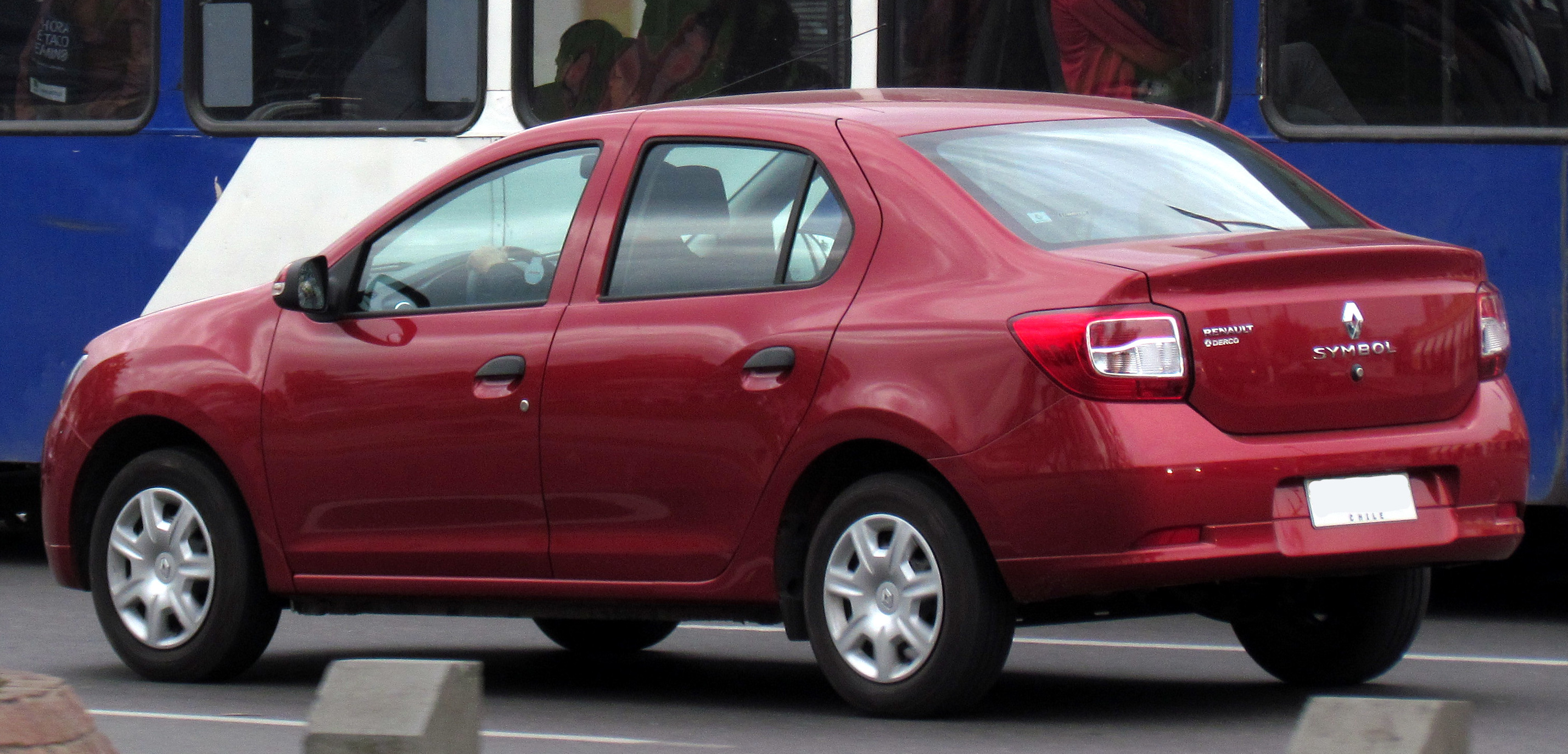
Renault Symbol III (Dacia Logan II)

Інтер'єр моделі запозичено із Clio II, проте багато деталей однакові із Megane II, у тому числі автоматичний кондиціонер (клімат-контроль) та CD плеєр (не на усіх модифікаціях автомобілів).
Згодом турецькою фабрикою випускалася оновлена модель Renault Symbol, яка була побудована на базі моделі Clio III. Наразі на конвеєрі в Бурсі виробляють модель Renault Taliant, який замінив собою на ринку місце седана начального рівня.